# Pohár federace 1988
Pohár federace 1988 byl 26. ročník týmové tenisové soutěže žen v Poháru federace, největší každoročně hrané kolektivní soutěže v ženském sportu. Turnaj se odehrál mezi 4. až 11. prosincem 1988 v melbournském Flinders Parku na otevřených dvorcích s tvrdým povrchem.
Vítězem se stalo Československo ve složení Helena Suková, Radka Zrubáková, Jana Novotná a Jana Pospíšilová. Nehrajícím kapitánem byl Jiří Medonos. Československý tým přehrál ve finále Sovětský svaz a získal tak celkově pátý titul, z toho čtvrtý v posledních šesti letech. Sovětské družstvo ve složení Larisa Savčenková, Nataša Zverevová a pod vedením nehrající kapitánky Olgy Morozovové, se po semifinálové účasti z roku 1979 poprvé probojovalo do finále soutěže.
Turnaj zahrnoval kvalifikační kolo, jehož vítězové postoupili do hlavního turnaje hraného vyřazovacím systémem. Z něho vzešel celkový vítěz Poháru federace. Poražení z prvního kola a kvalifikace odehráli turnaj útěchy.

## Kvalifikační kolo
Vítězné týmy postoupily do hlavního turnaje, poražená družstva pak odehrála turnaj útěchy.
| vítěz       | výsledek | poražený  |
| ----------- | -------- | --------- |
| Čína        | 2–1      | Malta     |
| Lucembursko | 2–1      | Tchaj-wan |
| Jižní Korea | 3–0      | Irsko     |
| Bulharsko   | 3–0      | Filipíny  |

### Čínská lidová republika vs. Malta
| | Čínská lidová republika | 2 :                                                               | 1    | Malta |     |  |
| --- | ----------------------- | ----------------------------------------------------------------- | ---- | ----- | --- |  |
| Flinders Park, Melbourne, Austrálie prosinec 1988 tvrdý (venku) |                         |                                                                   |      |       |     |  |
| \| \| \| \| 1. \| 2. \| 3. \| \| \| -- \| \| ----------------------------------------------------------------- \| ---- \| ---- \| --- \| \| \| 1. \| \| Yang Li-Hua Helen Asciaková \| 2 6 \| 1 6 \| \| \| \| 2. \| \| Tang Min Carol Cassarová-Torreggianiová \| 7 64 \| 6 2 \| \| \| \| 3. \| \| Hua Wei / Tang Min Carol Cassarová-Torreggianiová / Alexia Gerová \| 6 4 \| 65 7 \| 6 2 \| \| \| \| \| \| \| \| \| \| \| \| \| \| \| \| \| \| \| \| \| \| \| \| \| \| \| \| \| \| \| \| \| \| \| \| \| \| \| \| \| \| |                         |                                                                   |      |       |     |  |
| |                         |                                                                   | 1.   | 2.    | 3.  |  |
| 1. |                         | Yang Li-Hua Helen Asciaková                                       | 2 6  | 1 6   |     |  |
| 2. |                         | Tang Min Carol Cassarová-Torreggianiová                           | 7 64 | 6 2   |     |  |
| 3. |                         | Hua Wei / Tang Min Carol Cassarová-Torreggianiová / Alexia Gerová | 6 4  | 65 7  | 6 2 |  |
| |                         |                                                                   |      |       |     |  |
| |                         |                                                                   |      |       |     |  |
| |                         |                                                                   |      |       |     |  |
| |                         |                                                                   |      |       |     |  |
| |                         |                                                                   |      |       |     |  |

### Lucembursko vs. Tchaj-wan
| | Lucembursko | 2 :                                                                | 1   | Tchaj-wan |     |  |
| --- | ----------- | ------------------------------------------------------------------ | --- | --------- | --- |  |
| Flinders Park, Melbourne, Austrálie prosinec 1988 tvrdý (venku) |             |                                                                    |     |           |     |  |
| \| \| \| \| 1. \| 2. \| 3. \| \| \| -- \| \| ------------------------------------------------------------------ \| --- \| --- \| --- \| \| \| 1. \| \| Ginette Hubertyová Lai Su-lin \| 2 6 \| 6 1 \| 2 6 \| \| \| 2. \| \| Karin Kschwendtová Wang Shi-ting \| 4 6 \| 6 4 \| 6 1 \| \| \| 3. \| \| Ginette Hubertyová / Karin Kschwendtová Lai Su-lin / Wang Shi-ting \| 6 1 \| 6 0 \| \| \| \| \| \| \| \| \| \| \| \| \| \| \| \| \| \| \| \| \| \| \| \| \| \| \| \| \| \| \| \| \| \| \| \| \| \| \| \| \| \| \| |             |                                                                    |     |           |     |  |
| |             |                                                                    | 1.  | 2.        | 3.  |  |
| 1. |             | Ginette Hubertyová Lai Su-lin                                      | 2 6 | 6 1       | 2 6 |  |
| 2. |             | Karin Kschwendtová Wang Shi-ting                                   | 4 6 | 6 4       | 6 1 |  |
| 3. |             | Ginette Hubertyová / Karin Kschwendtová Lai Su-lin / Wang Shi-ting | 6 1 | 6 0       |     |  |
| |             |                                                                    |     |           |     |  |
| |             |                                                                    |     |           |     |  |
| |             |                                                                    |     |           |     |  |
| |             |                                                                    |     |           |     |  |
| |             |                                                                    |     |           |     |  |

### Jižní Korea vs. Irsko
| | Jižní Korea | 3 :                                                                     | 0   | Irsko |     |  |
| --- | ----------- | ----------------------------------------------------------------------- | --- | ----- | --- |  |
| Flinders Park, Melbourne, Australia prosinec 1988 tvrdý (venku) |             |                                                                         |     |       |     |  |
| \| \| \| \| 1. \| 2. \| 3. \| \| \| -- \| \| ----------------------------------------------------------------------- \| --- \| --- \| --- \| \| \| 1. \| \| Kim Il-soon Jo Griffithsová \| 6 1 \| 6 0 \| \| \| \| 2. \| \| Park Mal-sim Siobhán Nicholsonová \| 6 3 \| 6 1 \| \| \| \| 3. \| \| Lee Jeong-soon / Sohn Mi-ae Siobhán Nicholsonová / Lesley O'Halloranová \| 6 2 \| 5 7 \| 6 2 \| \| \| \| \| \| \| \| \| \| \| \| \| \| \| \| \| \| \| \| \| \| \| \| \| \| \| \| \| \| \| \| \| \| \| \| \| \| \| \| \| \| |             |                                                                         |     |       |     |  |
| |             |                                                                         | 1.  | 2.    | 3.  |  |
| 1. |             | Kim Il-soon Jo Griffithsová                                             | 6 1 | 6 0   |     |  |
| 2. |             | Park Mal-sim Siobhán Nicholsonová                                       | 6 3 | 6 1   |     |  |
| 3. |             | Lee Jeong-soon / Sohn Mi-ae Siobhán Nicholsonová / Lesley O'Halloranová | 6 2 | 5 7   | 6 2 |  |
| |             |                                                                         |     |       |     |  |
| |             |                                                                         |     |       |     |  |
| |             |                                                                         |     |       |     |  |
| |             |                                                                         |     |       |     |  |
| |             |                                                                         |     |       |     |  |

### Bulharsko vs. Filipíny
| | Bulharsko | 3 :                                                                              | 0    | Filipíny |     |  |
| --- | --------- | -------------------------------------------------------------------------------- | ---- | -------- | --- |  |
| Flinders Park, Melbourne, Austrálie prosinec 1988 tvrdý (venku) |           |                                                                                  |      |          |     |  |
| \| \| \| \| 1. \| 2. \| 3. \| \| \| -- \| \| -------------------------------------------------------------------------------- \| ---- \| ---- \| --- \| \| \| 1. \| \| Galia Angelovová Dyan Castillejová \| 7 5 \| 3 6 \| 6 1 \| \| \| 2. \| \| Jelena Pampoulovová Sarah Rafaelová \| 6 3 \| 6 2 \| \| \| \| 3. \| \| Galia Angelovová / Světlana Krivenčevová Dyan Castillejová / Jennifer Saberonová \| 67 9 \| 7 63 \| 6 4 \| \| \| \| \| \| \| \| \| \| \| \| \| \| \| \| \| \| \| \| \| \| \| \| \| \| \| \| \| \| \| \| \| \| \| \| \| \| \| \| \| \| |           |                                                                                  |      |          |     |  |
| |           |                                                                                  | 1.   | 2.       | 3.  |  |
| 1. |           | Galia Angelovová Dyan Castillejová                                               | 7 5  | 3 6      | 6 1 |  |
| 2. |           | Jelena Pampoulovová Sarah Rafaelová                                              | 6 3  | 6 2      |     |  |
| 3. |           | Galia Angelovová / Světlana Krivenčevová Dyan Castillejová / Jennifer Saberonová | 67 9 | 7 63     | 6 4 |  |
| |           |                                                                                  |      |          |     |  |
| |           |                                                                                  |      |          |     |  |
| |           |                                                                                  |      |          |     |  |
| |           |                                                                                  |      |          |     |  |
| |           |                                                                                  |      |          |     |  |

## Hlavní turnaj

### Účastníci
| Účastníci      | Účastníci     | Účastníci       | Účastníci   | Účastníci | Účastníci | Účastníci | Účastníci |
| Argentina      | Austrálie     | Rakousko        | Belgie      |           |           |           |           |
| Brazílie       | Bulharsko     | Kanada          | Čína        |           |           |           |           |
| Československo | Dánsko        | Finsko          | Francie     |           |           |           |           |
| Velká Británie | Řecko         | Maďarsko        | Indonésie   |           |           |           |           |
| Izrael         | Itálie        | Japonsko        | Lucembursko |           |           |           |           |
| Mexiko         | Nizozemsko    | Nový Zéland     | Polsko      |           |           |           |           |
| Jižní Korea    | Sovětský svaz | Španělsko       | Švédsko     |           |           |           |           |
| Švýcarsko      | Spojené státy | Západní Německo | Jugoslávie  |           |           |           |           |
| -------------- | ------------- | --------------- | ----------- | --------- | --------- | --------- | --------- |

### Pavouk
|  | První kolo | První kolo      | První kolo    |   |                 | Druhé kolo | Druhé kolo | Druhé kolo      |   |  | Čtvrtfinále | Čtvrtfinále | Čtvrtfinále     |   |  | Semifinále | Semifinále | Semifinále    |   |  | Finále | Finále         | Finále |
|  |            |                 |               |   |                 |            |            |                 |   |  |             |             |                 |   |  |            |            |               |   |  |        |                |        |
|  |            | Západní Německo | 3             |   |                 |            |            |                 |   |  |             |             |                 |   |  |            |            |               |   |  |        |                |        |
|  |            | Mexiko          | 0             |   |                 |            |            |                 |   |  |             |             |                 |   |  |            |            |               |   |  |        |                |        |
|  |            | Mexiko          | 0             |   | Západní Německo | 3          |            |                 |   |  |             |             |                 |   |  |            |            |               |   |  |        |                |        |
|  |            |                 |               |   | Západní Německo | 3          |            |                 |   |  |             |             |                 |   |  |            |            |               |   |  |        |                |        |
|  |            |                 | Francie       | 0 |                 |            |            |                 |   |  |             |             |                 |   |  |            |            |               |   |  |        |                |        |
|  |            | Japonsko        | Francie       | 0 | 0               |            |            |                 |   |  |             |             |                 |   |  |            |            |               |   |  |        |                |        |
|  |            | Japonsko        |               |   | 0               |            |            |                 |   |  |             |             |                 |   |  |            |            |               |   |  |        |                |        |
|  |            | Francie         | 3             |   |                 |            |            |                 |   |  |             |             |                 |   |  |            |            |               |   |  |        |                |        |
|  |            |                 |               |   |                 |            |            | Západní Německo | 2 |  |             |             |                 |   |  |            |            |               |   |  |        |                |        |
|  |            |                 |               |   |                 |            |            |                 | 2 |  |             |             |                 |   |  |            |            |               |   |  |        |                |        |
|  |            |                 | Austrálie     | 1 |                 |            |            |                 |   |  |             |             |                 |   |  |            |            |               |   |  |        |                |        |
|  |            | Itálie          | Austrálie     | 1 | 2               |            |            |                 |   |  |             |             |                 |   |  |            |            |               |   |  |        |                |        |
|  |            | Itálie          |               |   | 2               |            |            |                 |   |  |             |             |                 |   |  |            |            |               |   |  |        |                |        |
|  |            | Polsko          | 1             |   |                 |            |            |                 |   |  |             |             |                 |   |  |            |            |               |   |  |        |                |        |
|  |            | Polsko          | 1             |   | Itálie          | 0          |            |                 |   |  |             |             |                 |   |  |            |            |               |   |  |        |                |        |
|  |            |                 |               |   | Itálie          | 0          |            |                 |   |  |             |             |                 |   |  |            |            |               |   |  |        |                |        |
|  |            |                 | Austrálie     | 3 |                 |            |            |                 |   |  |             |             |                 |   |  |            |            |               |   |  |        |                |        |
|  |            | Izrael          | Austrálie     | 3 | 0               |            |            |                 |   |  |             |             |                 |   |  |            |            |               |   |  |        |                |        |
|  |            | Izrael          |               |   | 0               |            |            |                 |   |  |             |             |                 |   |  |            |            |               |   |  |        |                |        |
|  |            | Austrálie       | 3             |   |                 |            |            |                 |   |  |             |             |                 |   |  |            |            |               |   |  |        |                |        |
|  |            |                 |               |   |                 |            |            |                 |   |  |             |             | Západní Německo | 1 |  |            |            |               |   |  |        |                |        |
|  |            |                 |               |   |                 |            |            |                 |   |  |             |             |                 |   |  |            |            |               |   |  |        |                |        |
|  |            |                 | Sovětský svaz | 2 |                 |            |            |                 |   |  |             |             |                 |   |  |            |            |               |   |  |        |                |        |
|  |            | Sovětský svaz   | Sovětský svaz | 2 | 3               |            |            |                 |   |  |             |             |                 |   |  |            |            |               |   |  |        |                |        |
|  |            | Sovětský svaz   |               |   | 3               |            |            |                 |   |  |             |             |                 |   |  |            |            |               |   |  |        |                |        |
|  |            | Jugoslávie      | 0             |   |                 |            |            |                 |   |  |             |             |                 |   |  |            |            |               |   |  |        |                |        |
|  |            | Jugoslávie      | 0             |   | Sovětský svaz   | 2          |            |                 |   |  |             |             |                 |   |  |            |            |               |   |  |        |                |        |
|  |            |                 |               |   | Sovětský svaz   | 2          |            |                 |   |  |             |             |                 |   |  |            |            |               |   |  |        |                |        |
|  |            |                 | Rakousko      | 1 |                 |            |            |                 |   |  |             |             |                 |   |  |            |            |               |   |  |        |                |        |
|  |            | Belgie          | Rakousko      | 1 | 1               |            |            |                 |   |  |             |             |                 |   |  |            |            |               |   |  |        |                |        |
|  |            | Belgie          |               |   | 1               |            |            |                 |   |  |             |             |                 |   |  |            |            |               |   |  |        |                |        |
|  |            | Rakousko        | 2             |   |                 |            |            |                 |   |  |             |             |                 |   |  |            |            |               |   |  |        |                |        |
|  |            |                 |               |   |                 |            |            | Sovětský svaz   | 2 |  |             |             |                 |   |  |            |            |               |   |  |        |                |        |
|  |            |                 |               |   |                 |            |            |                 | 2 |  |             |             |                 |   |  |            |            |               |   |  |        |                |        |
|  |            |                 | Španělsko     | 1 |                 |            |            |                 |   |  |             |             |                 |   |  |            |            |               |   |  |        |                |        |
|  |            | Nizozemsko      | Španělsko     | 1 | 0               |            |            |                 |   |  |             |             |                 |   |  |            |            |               |   |  |        |                |        |
|  |            | Nizozemsko      |               |   | 0               |            |            |                 |   |  |             |             |                 |   |  |            |            |               |   |  |        |                |        |
|  |            | Španělsko       | 3             |   |                 |            |            |                 |   |  |             |             |                 |   |  |            |            |               |   |  |        |                |        |
|  |            | Španělsko       | 3             |   | Španělsko       | 3          |            |                 |   |  |             |             |                 |   |  |            |            |               |   |  |        |                |        |
|  |            |                 |               |   | Španělsko       | 3          |            |                 |   |  |             |             |                 |   |  |            |            |               |   |  |        |                |        |
|  |            |                 | Indonésie     | 0 |                 |            |            |                 |   |  |             |             |                 |   |  |            |            |               |   |  |        |                |        |
|  |            | Indonésie       | Indonésie     | 0 | 2               |            |            |                 |   |  |             |             |                 |   |  |            |            |               |   |  |        |                |        |
|  |            | Indonésie       |               |   | 2               |            |            |                 |   |  |             |             |                 |   |  |            |            |               |   |  |        |                |        |
|  |            | Velká Británie  | 1             |   |                 |            |            |                 |   |  |             |             |                 |   |  |            |            |               |   |  |        |                |        |
|  |            |                 |               |   |                 |            |            |                 |   |  |             |             |                 |   |  |            |            | Sovětský svaz | 1 |  |        |                |        |
|  |            |                 |               |   |                 |            |            |                 |   |  |             |             |                 |   |  |            |            | Sovětský svaz | 1 |  |        |                |        |
|  |            |                 |               |   |                 |            |            |                 |   |  |             |             |                 |   |  |            |            |               |   |  |        | Československo | 2      |
|  |            | Československo  | 3             |   |                 |            |            |                 |   |  |             |             |                 |   |  |            |            |               |   |  |        | Československo | 2      |
|  |            | Československo  | 3             |   |                 |            |            |                 |   |  |             |             |                 |   |  |            |            |               |   |  |        |                |        |
|  |            | Brazílie        | 0             |   |                 |            |            |                 |   |  |             |             |                 |   |  |            |            |               |   |  |        |                |        |
|  |            | Brazílie        | 0             |   | Československo  | 3          |            |                 |   |  |             |             |                 |   |  |            |            |               |   |  |        |                |        |
|  |            |                 |               |   | Československo  | 3          |            |                 |   |  |             |             |                 |   |  |            |            |               |   |  |        |                |        |
|  |            |                 | Nový Zéland   | 0 |                 |            |            |                 |   |  |             |             |                 |   |  |            |            |               |   |  |        |                |        |
|  | Q          | Čína            | Nový Zéland   | 0 | 0               |            |            |                 |   |  |             |             |                 |   |  |            |            |               |   |  |        |                |        |
|  | Q          | Čína            |               |   | 0               |            |            |                 |   |  |             |             |                 |   |  |            |            |               |   |  |        |                |        |
|  |            | Nový Zéland     | 3             |   |                 |            |            |                 |   |  |             |             |                 |   |  |            |            |               |   |  |        |                |        |
|  |            |                 |               |   |                 |            |            | Československo  | 3 |  |             |             |                 |   |  |            |            |               |   |  |        |                |        |
|  |            |                 |               |   |                 |            |            |                 | 3 |  |             |             |                 |   |  |            |            |               |   |  |        |                |        |
|  |            |                 | Dánsko        | 0 |                 |            |            |                 |   |  |             |             |                 |   |  |            |            |               |   |  |        |                |        |
|  |            | Dánsko          | Dánsko        | 0 | 3               |            |            |                 |   |  |             |             |                 |   |  |            |            |               |   |  |        |                |        |
|  |            | Dánsko          |               |   | 3               |            |            |                 |   |  |             |             |                 |   |  |            |            |               |   |  |        |                |        |
|  | Q          | Lucembursko     | 0             |   |                 |            |            |                 |   |  |             |             |                 |   |  |            |            |               |   |  |        |                |        |
|  | Q          | Lucembursko     | 0             |   |                 | Dánsko     | 2          |                 |   |  |             |             |                 |   |  |            |            |               |   |  |        |                |        |
|  |            |                 |               |   |                 | Dánsko     | 2          |                 |   |  |             |             |                 |   |  |            |            |               |   |  |        |                |        |
|  |            |                 | Argentina     | 1 |                 |            |            |                 |   |  |             |             |                 |   |  |            |            |               |   |  |        |                |        |
|  |            | Řecko           | Argentina     | 1 | 0               |            |            |                 |   |  |             |             |                 |   |  |            |            |               |   |  |        |                |        |
|  |            | Řecko           |               |   | 0               |            |            |                 |   |  |             |             |                 |   |  |            |            |               |   |  |        |                |        |
|  |            | Argentina       | 3             |   |                 |            |            |                 |   |  |             |             |                 |   |  |            |            |               |   |  |        |                |        |
|  |            |                 |               |   |                 |            |            |                 |   |  |             |             | Československo  | 3 |  |            |            |               |   |  |        |                |        |
|  |            |                 |               |   |                 |            |            |                 |   |  |             |             |                 |   |  |            |            |               |   |  |        |                |        |
|  |            |                 | Kanada        | 0 |                 |            |            |                 |   |  |             |             |                 |   |  |            |            |               |   |  |        |                |        |
|  |            | Kanada          | Kanada        | 0 | 2               |            |            |                 |   |  |             |             |                 |   |  |            |            |               |   |  |        |                |        |
|  |            | Kanada          |               |   | 2               |            |            |                 |   |  |             |             |                 |   |  |            |            |               |   |  |        |                |        |
|  | Q          | Jižní Korea     | 1             |   |                 |            |            |                 |   |  |             |             |                 |   |  |            |            |               |   |  |        |                |        |
|  | Q          | Jižní Korea     | 1             |   |                 | Kanada     | 3          |                 |   |  |             |             |                 |   |  |            |            |               |   |  |        |                |        |
|  |            |                 |               |   |                 | Kanada     | 3          |                 |   |  |             |             |                 |   |  |            |            |               |   |  |        |                |        |
|  |            |                 | Finsko        | 0 |                 |            |            |                 |   |  |             |             |                 |   |  |            |            |               |   |  |        |                |        |
|  |            | Finsko          | Finsko        | 0 | 2               |            |            |                 |   |  |             |             |                 |   |  |            |            |               |   |  |        |                |        |
|  |            | Finsko          |               |   | 2               |            |            |                 |   |  |             |             |                 |   |  |            |            |               |   |  |        |                |        |
|  |            | Maďarsko        | 1             |   |                 |            |            |                 |   |  |             |             |                 |   |  |            |            |               |   |  |        |                |        |
|  |            |                 |               |   |                 |            |            | Kanada          | 3 |  |             |             |                 |   |  |            |            |               |   |  |        |                |        |
|  |            |                 |               |   |                 |            |            |                 | 3 |  |             |             |                 |   |  |            |            |               |   |  |        |                |        |
|  |            |                 | Švédsko       | 0 |                 |            |            |                 |   |  |             |             |                 |   |  |            |            |               |   |  |        |                |        |
|  | Q          | Bulharsko       | Švédsko       | 0 | 0               |            |            |                 |   |  |             |             |                 |   |  |            |            |               |   |  |        |                |        |
|  | Q          | Bulharsko       |               |   | 0               |            |            |                 |   |  |             |             |                 |   |  |            |            |               |   |  |        |                |        |
|  |            | Švédsko         | 3             |   |                 |            |            |                 |   |  |             |             |                 |   |  |            |            |               |   |  |        |                |        |
|  |            | Švédsko         | 3             |   | Švédsko         | 2          |            |                 |   |  |             |             |                 |   |  |            |            |               |   |  |        |                |        |
|  |            |                 |               |   | Švédsko         | 2          |            |                 |   |  |             |             |                 |   |  |            |            |               |   |  |        |                |        |
|  |            |                 | Spojené státy | 1 |                 |            |            |                 |   |  |             |             |                 |   |  |            |            |               |   |  |        |                |        |
|  |            | Švýcarsko       | Spojené státy | 1 | 0               |            |            |                 |   |  |             |             |                 |   |  |            |            |               |   |  |        |                |        |
|  |            | Švýcarsko       |               |   | 0               |            |            |                 |   |  |             |             |                 |   |  |            |            |               |   |  |        |                |        |
|  |            | Spojené státy   | 3             |   |                 |            |            |                 |   |  |             |             |                 |   |  |            |            |               |   |  |        |                |        |

### První kolo

#### Západní Německo vs. Mexiko
| | Západní Německo | 3 :                                                                            | 0    | Mexiko |    |  |
| --- | --------------- | ------------------------------------------------------------------------------ | ---- | ------ | -- |  |
| Flinders Park, Melbourne, Austrálie prosinec 1988 tvrdý (venku) |                 |                                                                                |      |        |    |  |
| \| \| \| \| 1. \| 2. \| 3. \| \| \| -- \| \| ------------------------------------------------------------------------------ \| ---- \| --- \| -- \| \| \| 1. \| \| Sylvia Haniková Xóchitl Escobedová \| 6 3 \| 6 2 \| \| \| \| 2. \| \| Claudia Kohdeová-Kilschová Claudia Hernándezová Salasová \| 6 2 \| 6 0 \| \| \| \| 3. \| \| Isabel Cuetová / Eva Pfaffová Lucila Becerrová / Claudia Hernándezová Salasová \| 7 65 \| 6 2 \| \| \| \| \| \| \| \| \| \| \| \| \| \| \| \| \| \| \| \| \| \| \| \| \| \| \| \| \| \| \| \| \| \| \| \| \| \| \| \| \| \| \| |                 |                                                                                |      |        |    |  |
| |                 |                                                                                | 1.   | 2.     | 3. |  |
| 1. |                 | Sylvia Haniková Xóchitl Escobedová                                             | 6 3  | 6 2    |    |  |
| 2. |                 | Claudia Kohdeová-Kilschová Claudia Hernándezová Salasová                       | 6 2  | 6 0    |    |  |
| 3. |                 | Isabel Cuetová / Eva Pfaffová Lucila Becerrová / Claudia Hernándezová Salasová | 7 65 | 6 2    |    |  |
| |                 |                                                                                |      |        |    |  |
| |                 |                                                                                |      |        |    |  |
| |                 |                                                                                |      |        |    |  |
| |                 |                                                                                |      |        |    |  |
| |                 |                                                                                |      |        |    |  |

#### Japonsko vs. Francie
| | Japonsko | 0 :                                                                          | 3   | Francie |    |  |
| --- | -------- | ---------------------------------------------------------------------------- | --- | ------- | -- |  |
| Flinders Park, Melbourne, Austrálie prosinec 1988 tvrdý (venku) |          |                                                                              |     |         |    |  |
| \| \| \| \| 1. \| 2. \| 3. \| \| \| -- \| \| ---------------------------------------------------------------------------- \| --- \| ---- \| -- \| \| \| 1. \| \| Akiko Kidžimutová Karine Quentrecová \| 4 6 \| 4 6 \| \| \| \| 2. \| \| Ecuko Inoueová Catherine Tanvierová \| 3 6 \| 3 6 \| \| \| \| 3. \| \| Ecuko Inoueová / Akiko Kidžimutová Catherine Suireová / Catherine Tanvierová \| 4 6 \| 64 7 \| \| \| \| \| \| \| \| \| \| \| \| \| \| \| \| \| \| \| \| \| \| \| \| \| \| \| \| \| \| \| \| \| \| \| \| \| \| \| \| \| \| \| |          |                                                                              |     |         |    |  |
| |          |                                                                              | 1.  | 2.      | 3. |  |
| 1. |          | Akiko Kidžimutová Karine Quentrecová                                         | 4 6 | 4 6     |    |  |
| 2. |          | Ecuko Inoueová Catherine Tanvierová                                          | 3 6 | 3 6     |    |  |
| 3. |          | Ecuko Inoueová / Akiko Kidžimutová Catherine Suireová / Catherine Tanvierová | 4 6 | 64 7    |    |  |
| |          |                                                                              |     |         |    |  |
| |          |                                                                              |     |         |    |  |
| |          |                                                                              |     |         |    |  |
| |          |                                                                              |     |         |    |  |
| |          |                                                                              |     |         |    |  |

#### Itálie vs. Polsko
| | Itálie | 2 :                                                                     | 1   | Polsko |     |  |
| --- | ------ | ----------------------------------------------------------------------- | --- | ------ | --- |  |
| Flinders Park, Melbourne, Austrálie prosinec 1988 tvrdý (venku) |        |                                                                         |     |        |     |  |
| \| \| \| \| 1. \| 2. \| 3. \| \| \| -- \| \| ----------------------------------------------------------------------- \| --- \| ---- \| --- \| \| \| 1. \| \| Laura Lapiová Magdalena Feistelová \| 6 1 \| 7 62 \| \| \| \| 2. \| \| Laura Garroneová Katarzyna Nowaková \| 6 0 \| 4 6 \| 3 6 \| \| \| 3. \| \| Cathy Caverzasiová / Laura Garroneová Katarzyna Nowaková / Ewa Zerdecká \| 2 6 \| 7 63 \| 6 2 \| \| \| \| \| \| \| \| \| \| \| \| \| \| \| \| \| \| \| \| \| \| \| \| \| \| \| \| \| \| \| \| \| \| \| \| \| \| \| \| \| \| |        |                                                                         |     |        |     |  |
| |        |                                                                         | 1.  | 2.     | 3.  |  |
| 1. |        | Laura Lapiová Magdalena Feistelová                                      | 6 1 | 7 62   |     |  |
| 2. |        | Laura Garroneová Katarzyna Nowaková                                     | 6 0 | 4 6    | 3 6 |  |
| 3. |        | Cathy Caverzasiová / Laura Garroneová Katarzyna Nowaková / Ewa Zerdecká | 2 6 | 7 63   | 6 2 |  |
| |        |                                                                         |     |        |     |  |
| |        |                                                                         |     |        |     |  |
| |        |                                                                         |     |        |     |  |
| |        |                                                                         |     |        |     |  |
| |        |                                                                         |     |        |     |  |

#### Izrael vs. Austrálie
| | Izrael | 0 :                                                                       | 3   | Austrálie |     |  |
| --- | ------ | ------------------------------------------------------------------------- | --- | --------- | --- |  |
| Flinders Park, Melbourne, Austrálie prosinec 1988 tvrdý (venku) |        |                                                                           |     |           |     |  |
| \| \| \| \| 1. \| 2. \| 3. \| \| \| -- \| \| ------------------------------------------------------------------------- \| --- \| --- \| --- \| \| \| 1. \| \| Yael Segalová Nicole Provisová \| 6 4 \| 3 6 \| 4 6 \| \| \| 2. \| \| Ilana Bergerová Anne Minterová \| 2 6 \| 2 6 \| \| \| \| 3. \| \| Ilana Bergerová / Hagit Ohayonová Elizabeth Smylieová / Wendy Turnbullová \| 2 6 \| 1 6 \| \| \| \| \| \| \| \| \| \| \| \| \| \| \| \| \| \| \| \| \| \| \| \| \| \| \| \| \| \| \| \| \| \| \| \| \| \| \| \| \| \| \| |        |                                                                           |     |           |     |  |
| |        |                                                                           | 1.  | 2.        | 3.  |  |
| 1. |        | Yael Segalová Nicole Provisová                                            | 6 4 | 3 6       | 4 6 |  |
| 2. |        | Ilana Bergerová Anne Minterová                                            | 2 6 | 2 6       |     |  |
| 3. |        | Ilana Bergerová / Hagit Ohayonová Elizabeth Smylieová / Wendy Turnbullová | 2 6 | 1 6       |     |  |
| |        |                                                                           |     |           |     |  |
| |        |                                                                           |     |           |     |  |
| |        |                                                                           |     |           |     |  |
| |        |                                                                           |     |           |     |  |
| |        |                                                                           |     |           |     |  |

#### Sovětský svaz vs. Jugoslávie
| | Sovětský svaz | 3 :                                                                     | 0   | Jugoslávie |    |  |
| --- | ------------- | ----------------------------------------------------------------------- | --- | ---------- | -- |  |
| Flinders Park, Melbourne, Austrálie prosinec 1988 tvrdý (venku) |               |                                                                         |     |            |    |  |
| \| \| \| \| 1. \| 2. \| 3. \| \| \| -- \| \| ----------------------------------------------------------------------- \| --- \| --- \| -- \| \| \| 1. \| \| Larisa Savčenková Tanja Černeová \| 6 2 \| 6 1 \| \| \| \| 2. \| \| Nataša Zverevová Karmen Skuljová \| 6 1 \| 6 4 \| \| \| \| 3. \| \| Larisa Savčenková / Nataša Zverevová Mima Jaušovecová / Karmen Skuljová \| 6 1 \| 6 3 \| \| \| \| \| \| \| \| \| \| \| \| \| \| \| \| \| \| \| \| \| \| \| \| \| \| \| \| \| \| \| \| \| \| \| \| \| \| \| \| \| \| \| |               |                                                                         |     |            |    |  |
| |               |                                                                         | 1.  | 2.         | 3. |  |
| 1. |               | Larisa Savčenková Tanja Černeová                                        | 6 2 | 6 1        |    |  |
| 2. |               | Nataša Zverevová Karmen Skuljová                                        | 6 1 | 6 4        |    |  |
| 3. |               | Larisa Savčenková / Nataša Zverevová Mima Jaušovecová / Karmen Skuljová | 6 1 | 6 3        |    |  |
| |               |                                                                         |     |            |    |  |
| |               |                                                                         |     |            |    |  |
| |               |                                                                         |     |            |    |  |
| |               |                                                                         |     |            |    |  |
| |               |                                                                         |     |            |    |  |

#### Belgie vs. Rakousko
| | Belgie | 1 :                                                                      | 2   | Rakousko |    |       |
| --- | ------ | ------------------------------------------------------------------------ | --- | -------- | -- | ----- |
| Flinders Park, Melbourne, Austrálie prosinec 1988 tvrdý (venku) |        |                                                                          |     |          |    |       |
| \| \| \| \| 1. \| 2. \| 3. \| \| \| -- \| \| ------------------------------------------------------------------------ \| --- \| ---- \| -- \| ----- \| \| 1. \| \| Sabine Appelmansová Petra Schwarzová \| 6 4 \| 4 2 \| \| skreč \| \| 2. \| \| Ann Devriesová Judith Wiesnerová \| 1 6 \| 1 6 \| \| \| \| 3. \| \| Sabine Appelmansová / Ann Devriesová Heidi Sprungová / Judith Wiesnerová \| 4 6 \| 63 7 \| \| \| \| \| \| \| \| \| \| \| \| \| \| \| \| \| \| \| \| \| \| \| \| \| \| \| \| \| \| \| \| \| \| \| \| \| \| \| \| \| \| \| |        |                                                                          |     |          |    |       |
| |        |                                                                          | 1.  | 2.       | 3. |       |
| 1. |        | Sabine Appelmansová Petra Schwarzová                                     | 6 4 | 4 2      |    | skreč |
| 2. |        | Ann Devriesová Judith Wiesnerová                                         | 1 6 | 1 6      |    |       |
| 3. |        | Sabine Appelmansová / Ann Devriesová Heidi Sprungová / Judith Wiesnerová | 4 6 | 63 7     |    |       |
| |        |                                                                          |     |          |    |       |
| |        |                                                                          |     |          |    |       |
| |        |                                                                          |     |          |    |       |
| |        |                                                                          |     |          |    |       |
| |        |                                                                          |     |          |    |       |

#### Nizozemsko vs. Španělsko
| | Nizozemsko | 0 :                                                                                      | 3   | Španělsko |     |  |
| --- | ---------- | ---------------------------------------------------------------------------------------- | --- | --------- | --- |  |
| Flinders Park, Melbourne, Austrálie prosinec 1988 tvrdý (venku) |            |                                                                                          |     |           |     |  |
| \| \| \| \| 1. \| 2. \| 3. \| \| \| -- \| \| ---------------------------------------------------------------------------------------- \| --- \| ---- \| --- \| \| \| 1. \| \| Manon Bollegrafová Conchita Martínezová \| 2 6 \| 4 6 \| \| \| \| 2. \| \| Brenda Schultzová Arantxa Sánchezová Vicariová \| 2 6 \| 65 7 \| \| \| \| 3. \| \| Manon Bollegrafová / Caroline Visová Conchita Martínezová / Arantxa Sánchezová Vicariová \| 7 5 \| 4 6 \| 4 6 \| \| \| \| \| \| \| \| \| \| \| \| \| \| \| \| \| \| \| \| \| \| \| \| \| \| \| \| \| \| \| \| \| \| \| \| \| \| \| \| \| \| |            |                                                                                          |     |           |     |  |
| |            |                                                                                          | 1.  | 2.        | 3.  |  |
| 1. |            | Manon Bollegrafová Conchita Martínezová                                                  | 2 6 | 4 6       |     |  |
| 2. |            | Brenda Schultzová Arantxa Sánchezová Vicariová                                           | 2 6 | 65 7      |     |  |
| 3. |            | Manon Bollegrafová / Caroline Visová Conchita Martínezová / Arantxa Sánchezová Vicariová | 7 5 | 4 6       | 4 6 |  |
| |            |                                                                                          |     |           |     |  |
| |            |                                                                                          |     |           |     |  |
| |            |                                                                                          |     |           |     |  |
| |            |                                                                                          |     |           |     |  |
| |            |                                                                                          |     |           |     |  |

#### Indonésie vs. Velká Británie
| | Indonésie | 2 :                                                                      | 1   | Velká Británie |    |  |
| --- | --------- | ------------------------------------------------------------------------ | --- | -------------- | -- |  |
| Flinders Park, Melbourne, Austrálie prosinec 1988 tvrdý (venku) |           |                                                                          |     |                |    |  |
| \| \| \| \| 1. \| 2. \| 3. \| \| \| -- \| \| ------------------------------------------------------------------------ \| --- \| ----- \| -- \| \| \| 1. \| \| Waja Walalangiová Clare Woodová \| 2 6 \| 3 6 \| \| \| \| 2. \| \| Yayuk Basukiová Sara Gomerová \| 6 2 \| 78 66 \| \| \| \| 3. \| \| Suzanna Anggarkusumová / Yayuk Basukiová Julie Salmonová / Clare Woodová \| 7 5 \| 6 3 \| \| \| \| \| \| \| \| \| \| \| \| \| \| \| \| \| \| \| \| \| \| \| \| \| \| \| \| \| \| \| \| \| \| \| \| \| \| \| \| \| \| \| |           |                                                                          |     |                |    |  |
| |           |                                                                          | 1.  | 2.             | 3. |  |
| 1. |           | Waja Walalangiová Clare Woodová                                          | 2 6 | 3 6            |    |  |
| 2. |           | Yayuk Basukiová Sara Gomerová                                            | 6 2 | 78 66          |    |  |
| 3. |           | Suzanna Anggarkusumová / Yayuk Basukiová Julie Salmonová / Clare Woodová | 7 5 | 6 3            |    |  |
| |           |                                                                          |     |                |    |  |
| |           |                                                                          |     |                |    |  |
| |           |                                                                          |     |                |    |  |
| |           |                                                                          |     |                |    |  |
| |           |                                                                          |     |                |    |  |

#### Československo vs. Brazílie
| | Československo | 3 :                                                             | 0   | Brazílie |    |  |
| --- | -------------- | --------------------------------------------------------------- | --- | -------- | -- |  |
| Flinders Park, Melbourne, Austrálie prosinec 1988 tvrdý (venku) |                |                                                                 |     |          |    |  |
| \| \| \| \| 1. \| 2. \| 3. \| \| \| -- \| \| --------------------------------------------------------------- \| --- \| --- \| -- \| \| \| 1. \| \| Radka Zrubáková Patricia Medradová \| 6 0 \| 6 3 \| \| \| \| 2. \| \| Helena Suková Neige Diasová \| 6 1 \| 6 3 \| \| \| \| 3. \| \| Jana Novotná / Jana Pospíšilová Neige Diasová / Luciana Tellová \| 6 3 \| 6 2 \| \| \| \| \| \| \| \| \| \| \| \| \| \| \| \| \| \| \| \| \| \| \| \| \| \| \| \| \| \| \| \| \| \| \| \| \| \| \| \| \| \| \| |                |                                                                 |     |          |    |  |
| |                |                                                                 | 1.  | 2.       | 3. |  |
| 1. |                | Radka Zrubáková Patricia Medradová                              | 6 0 | 6 3      |    |  |
| 2. |                | Helena Suková Neige Diasová                                     | 6 1 | 6 3      |    |  |
| 3. |                | Jana Novotná / Jana Pospíšilová Neige Diasová / Luciana Tellová | 6 3 | 6 2      |    |  |
| |                |                                                                 |     |          |    |  |
| |                |                                                                 |     |          |    |  |
| |                |                                                                 |     |          |    |  |
| |                |                                                                 |     |          |    |  |
| |                |                                                                 |     |          |    |  |

#### Čínská lidová republika vs. Nový Zéland
| | Čínská lidová republika | 2 :                                                          | 1   | Nový Zéland |    |  |
| --- | ----------------------- | ------------------------------------------------------------ | --- | ----------- | -- |  |
| Flinders Park, Melbourne, Austrálie prosinec 1988 tvrdý (venku) |                         |                                                              |     |             |    |  |
| \| \| \| \| 1. \| 2. \| 3. \| \| \| -- \| \| ------------------------------------------------------------ \| --- \| ---- \| -- \| \| \| 1. \| \| Yang Li-Hua Julie Richardsonová \| 0 6 \| 2 6 \| \| \| \| 2. \| \| Tang Min Belinda Cordwellová \| 4 6 \| 1 6 \| \| \| \| 3. \| \| Hua Wei / Tang Min Belinda Cordwellová / Julie Richardsonová \| 1 6 \| 63 7 \| \| \| \| \| \| \| \| \| \| \| \| \| \| \| \| \| \| \| \| \| \| \| \| \| \| \| \| \| \| \| \| \| \| \| \| \| \| \| \| \| \| \| |                         |                                                              |     |             |    |  |
| |                         |                                                              | 1.  | 2.          | 3. |  |
| 1. |                         | Yang Li-Hua Julie Richardsonová                              | 0 6 | 2 6         |    |  |
| 2. |                         | Tang Min Belinda Cordwellová                                 | 4 6 | 1 6         |    |  |
| 3. |                         | Hua Wei / Tang Min Belinda Cordwellová / Julie Richardsonová | 1 6 | 63 7        |    |  |
| |                         |                                                              |     |             |    |  |
| |                         |                                                              |     |             |    |  |
| |                         |                                                              |     |             |    |  |
| |                         |                                                              |     |             |    |  |
| |                         |                                                              |     |             |    |  |

#### Dánsko vs. Lucembursko
| | Dánsko | 3 :                                                                                              | 0   | Lucembursko |     |  |
| --- | ------ | ------------------------------------------------------------------------------------------------ | --- | ----------- | --- |  |
| Flinders Park, Melbourne, Austrálie prosinec 1988 tvrdý (venku) |        |                                                                                                  |     |             |     |  |
| \| \| \| \| 1. \| 2. \| 3. \| \| \| -- \| \| ------------------------------------------------------------------------------------------------ \| --- \| ---- \| --- \| \| \| 1. \| \| Karin Ptaszeková Ginette Hubertyová \| 6 3 \| 7 63 \| \| \| \| 2. \| \| Tine Scheuerová-Larsenová Karin Kschwendtová \| 6 3 \| 6 4 \| \| \| \| 3. \| \| Henriette Kjærová-Nielsenová / Tine Scheuerová-Larsenová Ginette Hubertyová / Karin Kschwendtová \| 2 6 \| 6 4 \| 6 3 \| \| \| \| \| \| \| \| \| \| \| \| \| \| \| \| \| \| \| \| \| \| \| \| \| \| \| \| \| \| \| \| \| \| \| \| \| \| \| \| \| \| |        |                                                                                                  |     |             |     |  |
| |        |                                                                                                  | 1.  | 2.          | 3.  |  |
| 1. |        | Karin Ptaszeková Ginette Hubertyová                                                              | 6 3 | 7 63        |     |  |
| 2. |        | Tine Scheuerová-Larsenová Karin Kschwendtová                                                     | 6 3 | 6 4         |     |  |
| 3. |        | Henriette Kjærová-Nielsenová / Tine Scheuerová-Larsenová Ginette Hubertyová / Karin Kschwendtová | 2 6 | 6 4         | 6 3 |  |
| |        |                                                                                                  |     |             |     |  |
| |        |                                                                                                  |     |             |     |  |
| |        |                                                                                                  |     |             |     |  |
| |        |                                                                                                  |     |             |     |  |
| |        |                                                                                                  |     |             |     |  |

#### Řecko vs. Argentina
| | Řecko | 0 :                                                                           | 3   | Argentina |     |  |
| --- | ----- | ----------------------------------------------------------------------------- | --- | --------- | --- |  |
| Flinders Park, Melbourne, Austrálie prosinec 1988 tvrdý (venku) |       |                                                                               |     |           |     |  |
| \| \| \| \| 1. \| 2. \| 3. \| \| \| -- \| \| ----------------------------------------------------------------------------- \| --- \| --- \| --- \| \| \| 1. \| \| Olga Tsarbopoulouová Mercedes Pazová \| 1 6 \| 1 6 \| \| \| \| 2. \| \| Angelika Kanellopoulouová Bettina Fulcová \| 6 1 \| 5 7 \| 3 6 \| \| \| 3. \| \| Christína Papadákiová / Olga Tsarbopoulou Mercedes Pazová / Cristina Tessiová \| 1 6 \| 2 6 \| \| \| \| \| \| \| \| \| \| \| \| \| \| \| \| \| \| \| \| \| \| \| \| \| \| \| \| \| \| \| \| \| \| \| \| \| \| \| \| \| \| \| |       |                                                                               |     |           |     |  |
| |       |                                                                               | 1.  | 2.        | 3.  |  |
| 1. |       | Olga Tsarbopoulouová Mercedes Pazová                                          | 1 6 | 1 6       |     |  |
| 2. |       | Angelika Kanellopoulouová Bettina Fulcová                                     | 6 1 | 5 7       | 3 6 |  |
| 3. |       | Christína Papadákiová / Olga Tsarbopoulou Mercedes Pazová / Cristina Tessiová | 1 6 | 2 6       |     |  |
| |       |                                                                               |     |           |     |  |
| |       |                                                                               |     |           |     |  |
| |       |                                                                               |     |           |     |  |
| |       |                                                                               |     |           |     |  |
| |       |                                                                               |     |           |     |  |

#### Kanada vs. Jižní Korea
| | Kanada | 2 :                                                             | 1   | Jižní Korea |     |  |
| --- | ------ | --------------------------------------------------------------- | --- | ----------- | --- |  |
| Flinders Park, Melbourne, Austrálie prosinec 1988 tvrdý (venku) |        |                                                                 |     |             |     |  |
| \| \| \| \| 1. \| 2. \| 3. \| \| \| -- \| \| --------------------------------------------------------------- \| --- \| ---- \| --- \| \| \| 1. \| \| Jill Hetheringtonová Kim Il-soon \| 3 6 \| 6 2 \| 6 3 \| \| \| 2. \| \| Helen Kelesiová Park Mal-sim \| 6 1 \| 6 2 \| \| \| \| 3. \| \| Helen Kelesiová / Rene Simpsonová Kim Il-soon / Lee Jeong-myung \| 4 6 \| 65 7 \| \| \| \| \| \| \| \| \| \| \| \| \| \| \| \| \| \| \| \| \| \| \| \| \| \| \| \| \| \| \| \| \| \| \| \| \| \| \| \| \| \| \| |        |                                                                 |     |             |     |  |
| |        |                                                                 | 1.  | 2.          | 3.  |  |
| 1. |        | Jill Hetheringtonová Kim Il-soon                                | 3 6 | 6 2         | 6 3 |  |
| 2. |        | Helen Kelesiová Park Mal-sim                                    | 6 1 | 6 2         |     |  |
| 3. |        | Helen Kelesiová / Rene Simpsonová Kim Il-soon / Lee Jeong-myung | 4 6 | 65 7        |     |  |
| |        |                                                                 |     |             |     |  |
| |        |                                                                 |     |             |     |  |
| |        |                                                                 |     |             |     |  |
| |        |                                                                 |     |             |     |  |
| |        |                                                                 |     |             |     |  |

#### Finsko vs. Maďarsko
| | Finsko | 2 :                                                                    | 1   | Maďarsko |     |  |
| --- | ------ | ---------------------------------------------------------------------- | --- | -------- | --- |  |
| Flinders Park, Melbourne, Austrálie prosinec 1988 tvrdý (venku) |        |                                                                        |     |          |     |  |
| \| \| \| \| 1. \| 2. \| 3. \| \| \| -- \| \| ---------------------------------------------------------------------- \| --- \| ---- \| --- \| \| \| 1. \| \| Anne Aallonenová Petra Schmidtová \| 2 6 \| 7 62 \| 6 1 \| \| \| 2. \| \| Petra Thorénová Reeka Szikszayová \| 6 3 \| 6 3 \| \| \| \| 3. \| \| Anne Aallonenová / Nanne Dahlmanová Virág Csurgová / Reeka Szikszayová \| 6 4 \| 4 6 \| 4 6 \| \| \| \| \| \| \| \| \| \| \| \| \| \| \| \| \| \| \| \| \| \| \| \| \| \| \| \| \| \| \| \| \| \| \| \| \| \| \| \| \| \| |        |                                                                        |     |          |     |  |
| |        |                                                                        | 1.  | 2.       | 3.  |  |
| 1. |        | Anne Aallonenová Petra Schmidtová                                      | 2 6 | 7 62     | 6 1 |  |
| 2. |        | Petra Thorénová Reeka Szikszayová                                      | 6 3 | 6 3      |     |  |
| 3. |        | Anne Aallonenová / Nanne Dahlmanová Virág Csurgová / Reeka Szikszayová | 6 4 | 4 6      | 4 6 |  |
| |        |                                                                        |     |          |     |  |
| |        |                                                                        |     |          |     |  |
| |        |                                                                        |     |          |     |  |
| |        |                                                                        |     |          |     |  |
| |        |                                                                        |     |          |     |  |

#### Bulharsko vs. Švédsko
| | Bulharsko | 0 :                                                                          | 3   | Švédsko |     |  |
| --- | --------- | ---------------------------------------------------------------------------- | --- | ------- | --- |  |
| Flinders Park, Melbourne, Austrálie prosinec 1988 tvrdý (venku) |           |                                                                              |     |         |     |  |
| \| \| \| \| 1. \| 2. \| 3. \| \| \| -- \| \| ---------------------------------------------------------------------------- \| --- \| ---- \| --- \| \| \| 1. \| \| Galia Angelovová Maria Strandlundová \| 4 6 \| 7 5 \| 3 6 \| \| \| 2. \| \| Jelena Pampoulovová Catarina Lindqvistová \| 5 7 \| 3 6 \| \| \| \| 3. \| \| Galia Angelovová / Jelena Pampoulovová Jonna Jonerupová / Maria Lindströmová \| 6 2 \| 65 7 \| 1 6 \| \| \| \| \| \| \| \| \| \| \| \| \| \| \| \| \| \| \| \| \| \| \| \| \| \| \| \| \| \| \| \| \| \| \| \| \| \| \| \| \| \| |           |                                                                              |     |         |     |  |
| |           |                                                                              | 1.  | 2.      | 3.  |  |
| 1. |           | Galia Angelovová Maria Strandlundová                                         | 4 6 | 7 5     | 3 6 |  |
| 2. |           | Jelena Pampoulovová Catarina Lindqvistová                                    | 5 7 | 3 6     |     |  |
| 3. |           | Galia Angelovová / Jelena Pampoulovová Jonna Jonerupová / Maria Lindströmová | 6 2 | 65 7    | 1 6 |  |
| |           |                                                                              |     |         |     |  |
| |           |                                                                              |     |         |     |  |
| |           |                                                                              |     |         |     |  |
| |           |                                                                              |     |         |     |  |
| |           |                                                                              |     |         |     |  |

#### Švýcarsko vs. Spojené státy americké
| | Švýcarsko | 0 :                                                                        | 3   | Spojené státy americké |    |  |
| --- | --------- | -------------------------------------------------------------------------- | --- | ---------------------- | -- |  |
| Flinders Park, Melbourne, Austrálie prosinec 1988 tvrdý (venku) |           |                                                                            |     |                        |    |  |
| \| \| \| \| 1. \| 2. \| 3. \| \| \| -- \| \| -------------------------------------------------------------------------- \| --- \| --- \| -- \| \| \| 1. \| \| Sandrine Jaquetová Lori McNeilová \| 0 6 \| 1 6 \| \| \| \| 2. \| \| Eva Kraplová Barbara Potterová \| 2 6 \| 4 6 \| \| \| \| 3. \| \| Sandrine Jaquetová / Emanuela Zardová Patty Fendicková / Gigi Fernándezová \| 0 6 \| 0 6 \| \| \| \| \| \| \| \| \| \| \| \| \| \| \| \| \| \| \| \| \| \| \| \| \| \| \| \| \| \| \| \| \| \| \| \| \| \| \| \| \| \| \| |           |                                                                            |     |                        |    |  |
| |           |                                                                            | 1.  | 2.                     | 3. |  |
| 1. |           | Sandrine Jaquetová Lori McNeilová                                          | 0 6 | 1 6                    |    |  |
| 2. |           | Eva Kraplová Barbara Potterová                                             | 2 6 | 4 6                    |    |  |
| 3. |           | Sandrine Jaquetová / Emanuela Zardová Patty Fendicková / Gigi Fernándezová | 0 6 | 0 6                    |    |  |
| |           |                                                                            |     |                        |    |  |
| |           |                                                                            |     |                        |    |  |
| |           |                                                                            |     |                        |    |  |
| |           |                                                                            |     |                        |    |  |
| |           |                                                                            |     |                        |    |  |

### Druhé kolo

#### Západní Německo vs. Francie
| | Západní Německo | 3 :                                                                | 0   | Francie |     |  |
| --- | --------------- | ------------------------------------------------------------------ | --- | ------- | --- |  |
| Flinders Park, Melbourne, Austrálie prosinec 1988 tvrdý (venku) |                 |                                                                    |     |         |     |  |
| \| \| \| \| 1. \| 2. \| 3. \| \| \| -- \| \| ------------------------------------------------------------------ \| --- \| --- \| --- \| \| \| 1. \| \| Sylvia Haniková Karine Quentrecová \| 6 4 \| 6 4 \| \| \| \| 2. \| \| Claudia Kohdeová-Kilschová Catherine Tanvierová \| 7 5 \| 6 4 \| \| \| \| 3. \| \| Isabel Cuetová / Eva Pfaffová Maider Lavalová / Catherine Suireová \| 6 4 \| 4 6 \| 6 1 \| \| \| \| \| \| \| \| \| \| \| \| \| \| \| \| \| \| \| \| \| \| \| \| \| \| \| \| \| \| \| \| \| \| \| \| \| \| \| \| \| \| |                 |                                                                    |     |         |     |  |
| |                 |                                                                    | 1.  | 2.      | 3.  |  |
| 1. |                 | Sylvia Haniková Karine Quentrecová                                 | 6 4 | 6 4     |     |  |
| 2. |                 | Claudia Kohdeová-Kilschová Catherine Tanvierová                    | 7 5 | 6 4     |     |  |
| 3. |                 | Isabel Cuetová / Eva Pfaffová Maider Lavalová / Catherine Suireová | 6 4 | 4 6     | 6 1 |  |
| |                 |                                                                    |     |         |     |  |
| |                 |                                                                    |     |         |     |  |
| |                 |                                                                    |     |         |     |  |
| |                 |                                                                    |     |         |     |  |
| |                 |                                                                    |     |         |     |  |

#### Itálie vs. Austrálie
| | Itálie | 0 :                                                                           | 3    | Austrálie |     |  |
| --- | ------ | ----------------------------------------------------------------------------- | ---- | --------- | --- |  |
| Flinders Park, Melbourne, Austrálie prosinec 1988 tvrdý (venku) |        |                                                                               |      |           |     |  |
| \| \| \| \| 1. \| 2. \| 3. \| \| \| -- \| \| ----------------------------------------------------------------------------- \| ---- \| --- \| --- \| \| \| 1. \| \| Laura Lapovái Nicole Provisová \| 3 6 \| 6 1 \| 3 6 \| \| \| 2. \| \| Laura Garroneová Anne Minterová \| 60 7 \| 3 6 \| \| \| \| 3. \| \| Cathy Caverzasiová / Laura Garroneová Elizabeth Smylieová / Wendy Turnbullová \| 4 6 \| 2 6 \| \| \| \| \| \| \| \| \| \| \| \| \| \| \| \| \| \| \| \| \| \| \| \| \| \| \| \| \| \| \| \| \| \| \| \| \| \| \| \| \| \| \| |        |                                                                               |      |           |     |  |
| |        |                                                                               | 1.   | 2.        | 3.  |  |
| 1. |        | Laura Lapovái Nicole Provisová                                                | 3 6  | 6 1       | 3 6 |  |
| 2. |        | Laura Garroneová Anne Minterová                                               | 60 7 | 3 6       |     |  |
| 3. |        | Cathy Caverzasiová / Laura Garroneová Elizabeth Smylieová / Wendy Turnbullová | 4 6  | 2 6       |     |  |
| |        |                                                                               |      |           |     |  |
| |        |                                                                               |      |           |     |  |
| |        |                                                                               |      |           |     |  |
| |        |                                                                               |      |           |     |  |
| |        |                                                                               |      |           |     |  |

#### Sovětský svaz vs. Rakousko
| | Sovětský svaz | 2 :                                                                      | 1   | Rakousko |     |  |
| --- | ------------- | ------------------------------------------------------------------------ | --- | -------- | --- |  |
| Flinders Park, Melbourne, Austrálie prosinec 1988 tvrdý (venku) |               |                                                                          |     |          |     |  |
| \| \| \| \| 1. \| 2. \| 3. \| \| \| -- \| \| ------------------------------------------------------------------------ \| --- \| --- \| --- \| \| \| 1. \| \| Larisa Savčenková Heidi Sprungová \| 6 2 \| 4 6 \| 4 6 \| \| \| 2. \| \| Nataša Zverevová Judith Wiesnerová \| 6 3 \| 6 3 \| \| \| \| 3. \| \| Larisa Savčenková / Nataša Zverevová Heidi Sprungová / Judith Wiesnerová \| 6 1 \| 6 1 \| \| \| \| \| \| \| \| \| \| \| \| \| \| \| \| \| \| \| \| \| \| \| \| \| \| \| \| \| \| \| \| \| \| \| \| \| \| \| \| \| \| \| |               |                                                                          |     |          |     |  |
| |               |                                                                          | 1.  | 2.       | 3.  |  |
| 1. |               | Larisa Savčenková Heidi Sprungová                                        | 6 2 | 4 6      | 4 6 |  |
| 2. |               | Nataša Zverevová Judith Wiesnerová                                       | 6 3 | 6 3      |     |  |
| 3. |               | Larisa Savčenková / Nataša Zverevová Heidi Sprungová / Judith Wiesnerová | 6 1 | 6 1      |     |  |
| |               |                                                                          |     |          |     |  |
| |               |                                                                          |     |          |     |  |
| |               |                                                                          |     |          |     |  |
| |               |                                                                          |     |          |     |  |
| |               |                                                                          |     |          |     |  |

#### Španělsko vs. Indonésie
| | Španělsko | 3 :                                                                                          | 0   | Indonésie |     |  |
| --- | --------- | -------------------------------------------------------------------------------------------- | --- | --------- | --- |  |
| Flinders Park, Melbourne, Austrálie prosinec 1988 tvrdý (venku) |           |                                                                                              |     |           |     |  |
| \| \| \| \| 1. \| 2. \| 3. \| \| \| -- \| \| -------------------------------------------------------------------------------------------- \| --- \| --- \| --- \| \| \| 1. \| \| Conchita Martínezová Waya Walalangiová \| 6 0 \| 6 1 \| \| \| \| 2. \| \| Arantxa Sánchezová Vicariová Yayuk Basukiová \| 6 1 \| 6 1 \| \| \| \| 3. \| \| Conchita Martínezová / Arantxa Sánchezová Vicariová Suzanna Anggarkusumová / Yayuk Basukiová \| 6 0 \| 5 7 \| 6 2 \| \| \| \| \| \| \| \| \| \| \| \| \| \| \| \| \| \| \| \| \| \| \| \| \| \| \| \| \| \| \| \| \| \| \| \| \| \| \| \| \| \| |           |                                                                                              |     |           |     |  |
| |           |                                                                                              | 1.  | 2.        | 3.  |  |
| 1. |           | Conchita Martínezová Waya Walalangiová                                                       | 6 0 | 6 1       |     |  |
| 2. |           | Arantxa Sánchezová Vicariová Yayuk Basukiová                                                 | 6 1 | 6 1       |     |  |
| 3. |           | Conchita Martínezová / Arantxa Sánchezová Vicariová Suzanna Anggarkusumová / Yayuk Basukiová | 6 0 | 5 7       | 6 2 |  |
| |           |                                                                                              |     |           |     |  |
| |           |                                                                                              |     |           |     |  |
| |           |                                                                                              |     |           |     |  |
| |           |                                                                                              |     |           |     |  |
| |           |                                                                                              |     |           |     |  |

#### Československo vs. Nový Zéland
| | Československo | 3 :                                                                       | 0    | Nový Zéland |    |  |
| --- | -------------- | ------------------------------------------------------------------------- | ---- | ----------- | -- |  |
| Flinders Park, Melbourne, Austrálie prosinec 1988 tvrdý (venku) |                |                                                                           |      |             |    |  |
| \| \| \| \| 1. \| 2. \| 3. \| \| \| -- \| \| ------------------------------------------------------------------------- \| ---- \| ---- \| -- \| \| \| 1. \| \| Radka Zrubáková Julie Richardsonová \| 6 1 \| 6 1 \| \| \| \| 2. \| \| Helena Suková Belinda Cordwellová \| 6 4 \| 6 3 \| \| \| \| 3. \| \| Jana Novotná / Jana Pospíšilová Belinda Cordwellová / Julie Richardsonová \| 7 61 \| 7 64 \| \| \| \| \| \| \| \| \| \| \| \| \| \| \| \| \| \| \| \| \| \| \| \| \| \| \| \| \| \| \| \| \| \| \| \| \| \| \| \| \| \| \| |                |                                                                           |      |             |    |  |
| |                |                                                                           | 1.   | 2.          | 3. |  |
| 1. |                | Radka Zrubáková Julie Richardsonová                                       | 6 1  | 6 1         |    |  |
| 2. |                | Helena Suková Belinda Cordwellová                                         | 6 4  | 6 3         |    |  |
| 3. |                | Jana Novotná / Jana Pospíšilová Belinda Cordwellová / Julie Richardsonová | 7 61 | 7 64        |    |  |
| |                |                                                                           |      |             |    |  |
| |                |                                                                           |      |             |    |  |
| |                |                                                                           |      |             |    |  |
| |                |                                                                           |      |             |    |  |
| |                |                                                                           |      |             |    |  |

#### Dánsko vs. Argentina
| | Dánsko | 1 :                                                                                        | 2   | Argentina |     |  |
| --- | ------ | ------------------------------------------------------------------------------------------ | --- | --------- | --- |  |
| Flinders Park, Melbourne, Austrálie prosinec 1988 tvrdý (venku) |        |                                                                                            |     |           |     |  |
| \| \| \| \| 1. \| 2. \| 3. \| \| \| -- \| \| ------------------------------------------------------------------------------------------ \| --- \| ----- \| --- \| \| \| 1. \| \| Karin Ptaszeková Mercedes Pazová \| 1 6 \| 2 6 \| \| \| \| 2. \| \| Tine Scheuerová-Larsenová Bettina Fulcová \| 6 3 \| 6 2 \| \| \| \| 3. \| \| Henriette Kjærová-Nielsenová / Tine Scheuerová-Larsenová Bettina Fulcová / Mercedes Pazová \| 4 6 \| 78 66 \| 6 4 \| \| \| \| \| \| \| \| \| \| \| \| \| \| \| \| \| \| \| \| \| \| \| \| \| \| \| \| \| \| \| \| \| \| \| \| \| \| \| \| \| \| |        |                                                                                            |     |           |     |  |
| |        |                                                                                            | 1.  | 2.        | 3.  |  |
| 1. |        | Karin Ptaszeková Mercedes Pazová                                                           | 1 6 | 2 6       |     |  |
| 2. |        | Tine Scheuerová-Larsenová Bettina Fulcová                                                  | 6 3 | 6 2       |     |  |
| 3. |        | Henriette Kjærová-Nielsenová / Tine Scheuerová-Larsenová Bettina Fulcová / Mercedes Pazová | 4 6 | 78 66     | 6 4 |  |
| |        |                                                                                            |     |           |     |  |
| |        |                                                                                            |     |           |     |  |
| |        |                                                                                            |     |           |     |  |
| |        |                                                                                            |     |           |     |  |
| |        |                                                                                            |     |           |     |  |

#### Kanada vs. Finsko
| | Kanada | 3 :                                                                        | 0   | Finsko |    |  |
| --- | ------ | -------------------------------------------------------------------------- | --- | ------ | -- |  |
| Flinders Park, Melbourne, Austrálie prosinec 1988 tvrdý (venku) |        |                                                                            |     |        |    |  |
| \| \| \| \| 1. \| 2. \| 3. \| \| \| -- \| \| -------------------------------------------------------------------------- \| --- \| ----- \| -- \| \| \| 1. \| \| Jill Hetheringtonová Anne Aallonenová \| 6 1 \| 78 66 \| \| \| \| 2. \| \| Helen Kelesiová Petra Thorénová \| 6 4 \| 6 1 \| \| \| \| 3. \| \| Jill Hetheringtonová / Helen Kelesiová Anne Aallonenová / Nanne Dahlmanová \| 6 1 \| 6 1 \| \| \| \| \| \| \| \| \| \| \| \| \| \| \| \| \| \| \| \| \| \| \| \| \| \| \| \| \| \| \| \| \| \| \| \| \| \| \| \| \| \| \| |        |                                                                            |     |        |    |  |
| |        |                                                                            | 1.  | 2.     | 3. |  |
| 1. |        | Jill Hetheringtonová Anne Aallonenová                                      | 6 1 | 78 66  |    |  |
| 2. |        | Helen Kelesiová Petra Thorénová                                            | 6 4 | 6 1    |    |  |
| 3. |        | Jill Hetheringtonová / Helen Kelesiová Anne Aallonenová / Nanne Dahlmanová | 6 1 | 6 1    |    |  |
| |        |                                                                            |     |        |    |  |
| |        |                                                                            |     |        |    |  |
| |        |                                                                            |     |        |    |  |
| |        |                                                                            |     |        |    |  |
| |        |                                                                            |     |        |    |  |

#### Švédsko vs. Spojené státy americké
| | Švédsko | 2 :                                                                        | 1   | Spojené státy americké |    |  |
| --- | ------- | -------------------------------------------------------------------------- | --- | ---------------------- | -- |  |
| Flinders Park, Melbourne, Austrálie prosinec 1988 tvrdý (venku) |         |                                                                            |     |                        |    |  |
| \| \| \| \| 1. \| 2. \| 3. \| \| \| -- \| \| -------------------------------------------------------------------------- \| --- \| ---- \| -- \| \| \| 1. \| \| Maria Strandlundová Patty Fendicková \| 6 2 \| 7 63 \| \| \| \| 2. \| \| Catarina Lindqvistová Lori McNeilová \| 6 4 \| 7 5 \| \| \| \| 3. \| \| Catarina Lindqvistová / Maria Lindström Gigi Fernándezová / Lori McNeilová \| 5 7 \| 1 6 \| \| \| \| \| \| \| \| \| \| \| \| \| \| \| \| \| \| \| \| \| \| \| \| \| \| \| \| \| \| \| \| \| \| \| \| \| \| \| \| \| \| \| |         |                                                                            |     |                        |    |  |
| |         |                                                                            | 1.  | 2.                     | 3. |  |
| 1. |         | Maria Strandlundová Patty Fendicková                                       | 6 2 | 7 63                   |    |  |
| 2. |         | Catarina Lindqvistová Lori McNeilová                                       | 6 4 | 7 5                    |    |  |
| 3. |         | Catarina Lindqvistová / Maria Lindström Gigi Fernándezová / Lori McNeilová | 5 7 | 1 6                    |    |  |
| |         |                                                                            |     |                        |    |  |
| |         |                                                                            |     |                        |    |  |
| |         |                                                                            |     |                        |    |  |
| |         |                                                                            |     |                        |    |  |
| |         |                                                                            |     |                        |    |  |

### Čtvrtfinále

#### Západní Německo vs. Austrálie
| | Západní Německo | 2 :                                                                                  | 1   | Austrálie |     |  |
| --- | --------------- | ------------------------------------------------------------------------------------ | --- | --------- | --- |  |
| Flinders Park, Melbourne, Austrálie prosinec 1988 tvrdý (venku) |                 |                                                                                      |     |           |     |  |
| \| \| \| \| 1. \| 2. \| 3. \| \| \| -- \| \| ------------------------------------------------------------------------------------ \| --- \| --- \| --- \| \| \| 1. \| \| Sylvia Haniková Nicole Provisová \| 6 1 \| 6 2 \| \| \| \| 2. \| \| Claudia Kohdeová-Kilschová Anne Minterová \| 1 6 \| 6 4 \| 6 3 \| \| \| 3. \| \| Sylvia Haniková / Claudia Kohdeová-Kilschová Elizabeth Smylieová / Wendy Turnbullová \| 6 2 \| 0 6 \| 2 6 \| \| \| \| \| \| \| \| \| \| \| \| \| \| \| \| \| \| \| \| \| \| \| \| \| \| \| \| \| \| \| \| \| \| \| \| \| \| \| \| \| \| |                 |                                                                                      |     |           |     |  |
| |                 |                                                                                      | 1.  | 2.        | 3.  |  |
| 1. |                 | Sylvia Haniková Nicole Provisová                                                     | 6 1 | 6 2       |     |  |
| 2. |                 | Claudia Kohdeová-Kilschová Anne Minterová                                            | 1 6 | 6 4       | 6 3 |  |
| 3. |                 | Sylvia Haniková / Claudia Kohdeová-Kilschová Elizabeth Smylieová / Wendy Turnbullová | 6 2 | 0 6       | 2 6 |  |
| |                 |                                                                                      |     |           |     |  |
| |                 |                                                                                      |     |           |     |  |
| |                 |                                                                                      |     |           |     |  |
| |                 |                                                                                      |     |           |     |  |
| |                 |                                                                                      |     |           |     |  |

#### Sovětský svaz vs. Španělsko
| | Sovětský svaz | 2 :                                                                                      | 1    | Španělsko |     |  |
| --- | ------------- | ---------------------------------------------------------------------------------------- | ---- | --------- | --- |  |
| Flinders Park, Melbourne, Austrálie prosinec 1988 tvrdý (venku) |               |                                                                                          |      |           |     |  |
| \| \| \| \| 1. \| 2. \| 3. \| \| \| -- \| \| ---------------------------------------------------------------------------------------- \| ---- \| --- \| --- \| \| \| 1. \| \| Larisa Savčenková Conchita Martínezová \| 7 64 \| 6 2 \| \| \| \| 2. \| \| Nataša Zverevová Arantxa Sánchezová Vicariová \| 63 7 \| 1 6 \| \| \| \| 3. \| \| Larisa Savčenková / Nataša Zverevová Conchita Martínezová / Arantxa Sánchezová Vicariová \| 4 6 \| 6 4 \| 6 4 \| \| \| \| \| \| \| \| \| \| \| \| \| \| \| \| \| \| \| \| \| \| \| \| \| \| \| \| \| \| \| \| \| \| \| \| \| \| \| \| \| \| |               |                                                                                          |      |           |     |  |
| |               |                                                                                          | 1.   | 2.        | 3.  |  |
| 1. |               | Larisa Savčenková Conchita Martínezová                                                   | 7 64 | 6 2       |     |  |
| 2. |               | Nataša Zverevová Arantxa Sánchezová Vicariová                                            | 63 7 | 1 6       |     |  |
| 3. |               | Larisa Savčenková / Nataša Zverevová Conchita Martínezová / Arantxa Sánchezová Vicariová | 4 6  | 6 4       | 6 4 |  |
| |               |                                                                                          |      |           |     |  |
| |               |                                                                                          |      |           |     |  |
| |               |                                                                                          |      |           |     |  |
| |               |                                                                                          |      |           |     |  |
| |               |                                                                                          |      |           |     |  |

#### Československo vs. Dánsko
| | Československo | 3 :                                                                                      | 0   | Dánsko |    |  |
| --- | -------------- | ---------------------------------------------------------------------------------------- | --- | ------ | -- |  |
| Flinders Park, Melbourne, Austrálie prosinec 1988 tvrdý (venku) |                |                                                                                          |     |        |    |  |
| \| \| \| \| 1. \| 2. \| 3. \| \| \| -- \| \| ---------------------------------------------------------------------------------------- \| --- \| --- \| -- \| \| \| 1. \| \| Radka Zrubáková Karin Ptaszeková \| 6 1 \| 6 2 \| \| \| \| 2. \| \| Helena Suková Tine Scheuerová-Larsenová \| 6 4 \| 6 4 \| \| \| \| 3. \| \| Jana Novotná / Jana Pospíšilová Henriette Kjærová-Nielsenová / Tine Scheuerová-Larsenová \| 6 3 \| 6 2 \| \| \| \| \| \| \| \| \| \| \| \| \| \| \| \| \| \| \| \| \| \| \| \| \| \| \| \| \| \| \| \| \| \| \| \| \| \| \| \| \| \| \| |                |                                                                                          |     |        |    |  |
| |                |                                                                                          | 1.  | 2.     | 3. |  |
| 1. |                | Radka Zrubáková Karin Ptaszeková                                                         | 6 1 | 6 2    |    |  |
| 2. |                | Helena Suková Tine Scheuerová-Larsenová                                                  | 6 4 | 6 4    |    |  |
| 3. |                | Jana Novotná / Jana Pospíšilová Henriette Kjærová-Nielsenová / Tine Scheuerová-Larsenová | 6 3 | 6 2    |    |  |
| |                |                                                                                          |     |        |    |  |
| |                |                                                                                          |     |        |    |  |
| |                |                                                                                          |     |        |    |  |
| |                |                                                                                          |     |        |    |  |
| |                |                                                                                          |     |        |    |  |

#### Kanada vs. Švédsko
| | Kanada | 3 :                                                                               | 0   | Švédsko |    |  |
| --- | ------ | --------------------------------------------------------------------------------- | --- | ------- | -- |  |
| Flinders Park, Melbourne, Austrálie prosinec 1988 tvrdý (venku) |        |                                                                                   |     |         |    |  |
| \| \| \| \| 1. \| 2. \| 3. \| \| \| -- \| \| --------------------------------------------------------------------------------- \| --- \| ----- \| -- \| \| \| 1. \| \| Jill Hetheringtonová Maria Strandlundová \| 6 3 \| 79 67 \| \| \| \| 2. \| \| Helen Kelesiová Catarina Lindqvistová \| 6 4 \| 6 4 \| \| \| \| 3. \| \| Jill Hetheringtonová / Helen Kelesiová Catarina Lindqvistová / Maria Lindströmová \| 6 3 \| 6 0 \| \| \| \| \| \| \| \| \| \| \| \| \| \| \| \| \| \| \| \| \| \| \| \| \| \| \| \| \| \| \| \| \| \| \| \| \| \| \| \| \| \| \| |        |                                                                                   |     |         |    |  |
| |        |                                                                                   | 1.  | 2.      | 3. |  |
| 1. |        | Jill Hetheringtonová Maria Strandlundová                                          | 6 3 | 79 67   |    |  |
| 2. |        | Helen Kelesiová Catarina Lindqvistová                                             | 6 4 | 6 4     |    |  |
| 3. |        | Jill Hetheringtonová / Helen Kelesiová Catarina Lindqvistová / Maria Lindströmová | 6 3 | 6 0     |    |  |
| |        |                                                                                   |     |         |    |  |
| |        |                                                                                   |     |         |    |  |
| |        |                                                                                   |     |         |    |  |
| |        |                                                                                   |     |         |    |  |
| |        |                                                                                   |     |         |    |  |

### Semifinále

#### Západní Německo vs. Sovětský svaz
| | Západní Německo | 1 :                                                                               | 2   | Sovětský svaz |     |  |
| --- | --------------- | --------------------------------------------------------------------------------- | --- | ------------- | --- |  |
| Flinders Park, Melbourne, Austrálie prosinec 1988 tvrdý (venku) |                 |                                                                                   |     |               |     |  |
| \| \| \| \| 1. \| 2. \| 3. \| \| \| -- \| \| --------------------------------------------------------------------------------- \| --- \| ---- \| --- \| \| \| 1. \| \| Sylvia Haniková Larisa Savčenková \| 7 5 \| 65 7 \| 3 6 \| \| \| 2. \| \| Claudia Kohdeová-Kilschová Nataša Zverevová \| 7 5 \| 6 1 \| \| \| \| 3. \| \| Sylvia Haniková / Claudia Kohdeová-Kilschová Larisa Savčenková / Nataša Zverevová \| 6 1 \| 1 6 \| 5 7 \| \| \| \| \| \| \| \| \| \| \| \| \| \| \| \| \| \| \| \| \| \| \| \| \| \| \| \| \| \| \| \| \| \| \| \| \| \| \| \| \| \| |                 |                                                                                   |     |               |     |  |
| |                 |                                                                                   | 1.  | 2.            | 3.  |  |
| 1. |                 | Sylvia Haniková Larisa Savčenková                                                 | 7 5 | 65 7          | 3 6 |  |
| 2. |                 | Claudia Kohdeová-Kilschová Nataša Zverevová                                       | 7 5 | 6 1           |     |  |
| 3. |                 | Sylvia Haniková / Claudia Kohdeová-Kilschová Larisa Savčenková / Nataša Zverevová | 6 1 | 1 6           | 5 7 |  |
| |                 |                                                                                   |     |               |     |  |
| |                 |                                                                                   |     |               |     |  |
| |                 |                                                                                   |     |               |     |  |
| |                 |                                                                                   |     |               |     |  |
| |                 |                                                                                   |     |               |     |  |

#### Československo vs. Kanada
| | Československo | 3 :                                                               | 0    | Kanada |     |  |
| --- | -------------- | ----------------------------------------------------------------- | ---- | ------ | --- |  |
| Flinders Park, Melbourne, Austrálie prosinec 1988 tvrdý (venku) |                |                                                                   |      |        |     |  |
| \| \| \| \| 1. \| 2. \| 3. \| \| \| -- \| \| ----------------------------------------------------------------- \| ---- \| --- \| --- \| \| \| 1. \| \| Radka Zrubáková Jill Hetheringtonová \| 7 63 \| 3 6 \| 6 3 \| \| \| 2. \| \| Helena Suková Helen Kelesiová \| 6 0 \| 6 1 \| \| \| \| 3. \| \| Jana Novotná / Jana Pospíšilová Helen Kelesiová / Rene Simpsonová \| 7 63 \| 6 3 \| \| \| \| \| \| \| \| \| \| \| \| \| \| \| \| \| \| \| \| \| \| \| \| \| \| \| \| \| \| \| \| \| \| \| \| \| \| \| \| \| \| \| |                |                                                                   |      |        |     |  |
| |                |                                                                   | 1.   | 2.     | 3.  |  |
| 1. |                | Radka Zrubáková Jill Hetheringtonová                              | 7 63 | 3 6    | 6 3 |  |
| 2. |                | Helena Suková Helen Kelesiová                                     | 6 0  | 6 1    |     |  |
| 3. |                | Jana Novotná / Jana Pospíšilová Helen Kelesiová / Rene Simpsonová | 7 63 | 6 3    |     |  |
| |                |                                                                   |      |        |     |  |
| |                |                                                                   |      |        |     |  |
| |                |                                                                   |      |        |     |  |
| |                |                                                                   |      |        |     |  |
| |                |                                                                   |      |        |     |  |

### Finále

#### Sovětský svaz vs. Československo
| | Sovětský svaz | 1 :                                                                  | 2    | Československo |    |  |
| --- | ------------- | -------------------------------------------------------------------- | ---- | -------------- | -- |  |
| Flinders Park, Melbourne, Austrálie 11. prosince 1988 tvrdý (venku) |               |                                                                      |      |                |    |  |
| \| \| \| \| 1. \| 2. \| 3. \| \| \| -- \| \| -------------------------------------------------------------------- \| ---- \| ---- \| -- \| \| \| 1. \| \| Larisa Savčenková Radka Zrubáková \| 1 6 \| 62 7 \| \| \| \| 2. \| \| Nataša Zverevová Helena Suková \| 3 6 \| 4 6 \| \| \| \| 3. \| \| Larisa Savčenková / Nataša Zverevová Jana Pospíšilová / Jana Novotná \| 7 65 \| 7 5 \| \| \| \| \| \| \| \| \| \| \| \| \| \| \| \| \| \| \| \| \| \| \| \| \| \| \| \| \| \| \| \| \| \| \| \| \| \| \| \| \| \| \| |               |                                                                      |      |                |    |  |
| |               |                                                                      | 1.   | 2.             | 3. |  |
| 1. |               | Larisa Savčenková Radka Zrubáková                                    | 1 6  | 62 7           |    |  |
| 2. |               | Nataša Zverevová Helena Suková                                       | 3 6  | 4 6            |    |  |
| 3. |               | Larisa Savčenková / Nataša Zverevová Jana Pospíšilová / Jana Novotná | 7 65 | 7 5            |    |  |
| |               |                                                                      |      |                |    |  |
| |               |                                                                      |      |                |    |  |
| |               |                                                                      |      |                |    |  |
| |               |                                                                      |      |                |    |  |
| |               |                                                                      |      |                |    |  |

| Vítěz Poháru federace 1988 |
| -------------------------- |
| Československo pátý titul  |

## Turnaj útěchy

### Pavouk
|  | První kolo | První kolo  | První kolo     |                |             | Druhé kolo | Druhé kolo | Druhé kolo  |   |  | Čtvrtfinále | Čtvrtfinále | Čtvrtfinále |   |  | Semifinále | Semifinále | Semifinále |  |  | Finále | Finále         | Finále |
|  |            |             |                |                |             |            |            |             |   |  |             |             |             |   |  |            |            |            |  |  |        |                |        |
|  |            |             |                |                |             |            |            |             |   |  |             |             |             |   |  |            |            |            |  |  |        |                |        |
|  |            |             | Brazílie       | 3              |             |            |            |             |   |  |             |             |             |   |  |            |            |            |  |  |        |                |        |
|  |            |             |                | 3              |             |            |            |             |   |  |             |             |             |   |  |            |            |            |  |  |        |                |        |
|  |            |             |                | Maďarsko       | 0           |            |            |             |   |  |             |             |             |   |  |            |            |            |  |  |        |                |        |
|  |            |             |                | Maďarsko       | 0           |            |            |             |   |  |             |             |             |   |  |            |            |            |  |  |        |                |        |
|  |            |             |                |                |             |            |            |             |   |  |             |             |             |   |  |            |            |            |  |  |        |                |        |
|  |            |             |                |                |             |            |            |             |   |  |             |             |             |   |  |            |            |            |  |  |        |                |        |
|  |            |             |                |                |             |            |            | Brazílie    | 3 |  |             |             |             |   |  |            |            |            |  |  |        |                |        |
|  |            |             |                |                |             |            |            |             | 3 |  |             |             |             |   |  |            |            |            |  |  |        |                |        |
|  |            |             | Izrael         | 0              |             |            |            |             |   |  |             |             |             |   |  |            |            |            |  |  |        |                |        |
|  |            |             | Izrael         | 0              |             |            |            |             |   |  |             |             |             |   |  |            |            |            |  |  |        |                |        |
|  |            |             |                |                |             |            |            |             |   |  |             |             |             |   |  |            |            |            |  |  |        |                |        |
|  |            |             |                |                |             |            |            |             |   |  |             |             |             |   |  |            |            |            |  |  |        |                |        |
|  |            |             | Polsko         | 0              |             |            |            |             |   |  |             |             |             |   |  |            |            |            |  |  |        |                |        |
|  |            |             |                | 0              |             |            |            |             |   |  |             |             |             |   |  |            |            |            |  |  |        |                |        |
|  |            |             |                | Izrael         | 3           |            |            |             |   |  |             |             |             |   |  |            |            |            |  |  |        |                |        |
|  |            |             |                | Izrael         | 3           |            |            |             |   |  |             |             |             |   |  |            |            |            |  |  |        |                |        |
|  |            |             |                |                |             |            |            |             |   |  |             |             |             |   |  |            |            |            |  |  |        |                |        |
|  |            |             |                |                |             |            |            |             |   |  |             |             |             |   |  |            |            |            |  |  |        |                |        |
|  |            |             |                |                |             |            |            |             |   |  |             |             | Brazílie    | 0 |  |            |            |            |  |  |        |                |        |
|  |            |             |                |                |             |            |            |             |   |  |             |             |             |   |  |            |            |            |  |  |        |                |        |
|  |            |             | Nizozemsko     | 3              |             |            |            |             |   |  |             |             |             |   |  |            |            |            |  |  |        |                |        |
|  |            |             | Nizozemsko     | 3              |             |            |            |             |   |  |             |             |             |   |  |            |            |            |  |  |        |                |        |
|  |            |             |                |                |             |            |            |             |   |  |             |             |             |   |  |            |            |            |  |  |        |                |        |
|  |            |             |                |                |             |            |            |             |   |  |             |             |             |   |  |            |            |            |  |  |        |                |        |
|  |            |             | Jugoslávie     | 2              |             |            |            |             |   |  |             |             |             |   |  |            |            |            |  |  |        |                |        |
|  |            |             |                | 2              |             |            |            |             |   |  |             |             |             |   |  |            |            |            |  |  |        |                |        |
|  |            |             |                | Irsko          | 1           |            |            |             |   |  |             |             |             |   |  |            |            |            |  |  |        |                |        |
|  |            | Filipíny    | 1              | Irsko          | 1           |            |            |             |   |  |             |             |             |   |  |            |            |            |  |  |        |                |        |
|  |            | Filipíny    | 1              |                |             |            |            |             |   |  |             |             |             |   |  |            |            |            |  |  |        |                |        |
|  |            | Irsko       | 2              |                |             |            |            |             |   |  |             |             |             |   |  |            |            |            |  |  |        |                |        |
|  |            |             |                |                |             |            |            | Jugoslávie  | 0 |  |             |             |             |   |  |            |            |            |  |  |        |                |        |
|  |            |             |                |                |             |            |            |             | 0 |  |             |             |             |   |  |            |            |            |  |  |        |                |        |
|  |            |             | Nizozemsko     | 3              |             |            |            |             |   |  |             |             |             |   |  |            |            |            |  |  |        |                |        |
|  |            |             | Nizozemsko     | 3              |             |            |            |             |   |  |             |             |             |   |  |            |            |            |  |  |        |                |        |
|  |            |             |                |                |             |            |            |             |   |  |             |             |             |   |  |            |            |            |  |  |        |                |        |
|  |            |             |                |                |             |            |            |             |   |  |             |             |             |   |  |            |            |            |  |  |        |                |        |
|  |            |             | Nizozemsko     | 2              |             |            |            |             |   |  |             |             |             |   |  |            |            |            |  |  |        |                |        |
|  |            |             |                | 2              |             |            |            |             |   |  |             |             |             |   |  |            |            |            |  |  |        |                |        |
|  |            |             |                | Bulharsko      | 0           |            |            |             |   |  |             |             |             |   |  |            |            |            |  |  |        |                |        |
|  |            | Bulharsko   | 2              | Bulharsko      | 0           |            |            |             |   |  |             |             |             |   |  |            |            |            |  |  |        |                |        |
|  |            | Bulharsko   | 2              |                |             |            |            |             |   |  |             |             |             |   |  |            |            |            |  |  |        |                |        |
|  |            | Malta       | 1              |                |             |            |            |             |   |  |             |             |             |   |  |            |            |            |  |  |        |                |        |
|  |            |             |                |                |             |            |            |             |   |  |             |             |             |   |  |            |            |            |  |  |        | Nizozemsko     | 2      |
|  |            |             |                |                |             |            |            |             |   |  |             |             |             |   |  |            |            |            |  |  |        | Nizozemsko     | 2      |
|  |            |             |                |                |             |            |            |             |   |  |             |             |             |   |  |            |            |            |  |  |        | Velká Británie | 1      |
|  |            |             |                |                |             |            |            |             |   |  |             |             |             |   |  |            |            |            |  |  |        | Velká Británie | 1      |
|  |            | Lucembursko | 1              |                |             |            |            |             |   |  |             |             |             |   |  |            |            |            |  |  |        |                |        |
|  |            | Jižní Korea | 2              |                |             |            |            |             |   |  |             |             |             |   |  |            |            |            |  |  |        |                |        |
|  |            | Jižní Korea | 2              |                | Jižní Korea | 2          |            |             |   |  |             |             |             |   |  |            |            |            |  |  |        |                |        |
|  |            |             |                |                | Jižní Korea | 2          |            |             |   |  |             |             |             |   |  |            |            |            |  |  |        |                |        |
|  |            |             |                | Japonsko       | 1           |            |            |             |   |  |             |             |             |   |  |            |            |            |  |  |        |                |        |
|  |            |             |                | Japonsko       | 1           |            |            |             |   |  |             |             |             |   |  |            |            |            |  |  |        |                |        |
|  |            |             |                |                |             |            |            |             |   |  |             |             |             |   |  |            |            |            |  |  |        |                |        |
|  |            |             |                |                |             |            |            |             |   |  |             |             |             |   |  |            |            |            |  |  |        |                |        |
|  |            |             |                |                |             |            |            | Jižní Korea | 1 |  |             |             |             |   |  |            |            |            |  |  |        |                |        |
|  |            |             |                |                |             |            |            |             | 1 |  |             |             |             |   |  |            |            |            |  |  |        |                |        |
|  |            |             | Belgie         | 2              |             |            |            |             |   |  |             |             |             |   |  |            |            |            |  |  |        |                |        |
|  |            |             | Belgie         | 2              |             |            |            |             |   |  |             |             |             |   |  |            |            |            |  |  |        |                |        |
|  |            |             |                |                |             |            |            |             |   |  |             |             |             |   |  |            |            |            |  |  |        |                |        |
|  |            |             |                |                |             |            |            |             |   |  |             |             |             |   |  |            |            |            |  |  |        |                |        |
|  |            |             | Řecko          | 0              |             |            |            |             |   |  |             |             |             |   |  |            |            |            |  |  |        |                |        |
|  |            |             |                | 0              |             |            |            |             |   |  |             |             |             |   |  |            |            |            |  |  |        |                |        |
|  |            |             |                | Belgie         | 3           |            |            |             |   |  |             |             |             |   |  |            |            |            |  |  |        |                |        |
|  |            |             |                | Belgie         | 3           |            |            |             |   |  |             |             |             |   |  |            |            |            |  |  |        |                |        |
|  |            |             |                |                |             |            |            |             |   |  |             |             |             |   |  |            |            |            |  |  |        |                |        |
|  |            |             |                |                |             |            |            |             |   |  |             |             |             |   |  |            |            |            |  |  |        |                |        |
|  |            |             |                |                |             |            |            |             |   |  |             |             | Belgie      | 1 |  |            |            |            |  |  |        |                |        |
|  |            |             |                |                |             |            |            |             |   |  |             |             |             |   |  |            |            |            |  |  |        |                |        |
|  |            |             | Velká Británie | 2              |             |            |            |             |   |  |             |             |             |   |  |            |            |            |  |  |        |                |        |
|  |            | Čína        | Velká Británie | 2              | 0           |            |            |             |   |  |             |             |             |   |  |            |            |            |  |  |        |                |        |
|  |            | Čína        |                |                | 0           |            |            |             |   |  |             |             |             |   |  |            |            |            |  |  |        |                |        |
|  |            | Tchaj-wan   | 3              |                |             |            |            |             |   |  |             |             |             |   |  |            |            |            |  |  |        |                |        |
|  |            | Tchaj-wan   | 3              |                | Tchaj-wan   | 2          |            |             |   |  |             |             |             |   |  |            |            |            |  |  |        |                |        |
|  |            |             |                |                | Tchaj-wan   | 2          |            |             |   |  |             |             |             |   |  |            |            |            |  |  |        |                |        |
|  |            |             |                | Mexiko         | 1           |            |            |             |   |  |             |             |             |   |  |            |            |            |  |  |        |                |        |
|  |            |             |                | Mexiko         | 1           |            |            |             |   |  |             |             |             |   |  |            |            |            |  |  |        |                |        |
|  |            |             |                |                |             |            |            |             |   |  |             |             |             |   |  |            |            |            |  |  |        |                |        |
|  |            |             |                |                |             |            |            |             |   |  |             |             |             |   |  |            |            |            |  |  |        |                |        |
|  |            |             |                |                |             |            |            | Tchaj-wan   | 0 |  |             |             |             |   |  |            |            |            |  |  |        |                |        |
|  |            |             |                |                |             |            |            |             | 0 |  |             |             |             |   |  |            |            |            |  |  |        |                |        |
|  |            |             | Velká Británie | 3              |             |            |            |             |   |  |             |             |             |   |  |            |            |            |  |  |        |                |        |
|  |            |             | Velká Británie | 3              |             |            |            |             |   |  |             |             |             |   |  |            |            |            |  |  |        |                |        |
|  |            |             |                |                |             |            |            |             |   |  |             |             |             |   |  |            |            |            |  |  |        |                |        |
|  |            |             |                |                |             |            |            |             |   |  |             |             |             |   |  |            |            |            |  |  |        |                |        |
|  |            |             | Švýcarsko      | 1              |             |            |            |             |   |  |             |             |             |   |  |            |            |            |  |  |        |                |        |
|  |            |             |                | 1              |             |            |            |             |   |  |             |             |             |   |  |            |            |            |  |  |        |                |        |
|  |            |             |                | Velká Británie | 2           |            |            |             |   |  |             |             |             |   |  |            |            |            |  |  |        |                |        |
|  |            |             |                | Velká Británie | 2           |            |            |             |   |  |             |             |             |   |  |            |            |            |  |  |        |                |        |
|  |            |             |                |                |             |            |            |             |   |  |             |             |             |   |  |            |            |            |  |  |        |                |        |

### První kolo turnaje útěchy

#### Filipíny vs. Irsko
| | Filipíny | 1 :                                                                                 | 2   | Irsko |     |  |
| --- | -------- | ----------------------------------------------------------------------------------- | --- | ----- | --- |  |
| Flinders Park, Melbourne, Austrálie prosinec 1988 tvrdý (venku) |          |                                                                                     |     |       |     |  |
| \| \| \| \| 1. \| 2. \| 3. \| \| \| -- \| \| ----------------------------------------------------------------------------------- \| --- \| --- \| --- \| \| \| 1. \| \| Dyan Castillejová Jo Griffithsová \| 2 6 \| 6 3 \| 7 5 \| \| \| 2. \| \| Sarah Rafaelová Siobhán Nicholsonová \| 2 6 \| 2 6 \| \| \| \| 3. \| \| Dyan Castillejová / Jennifer Saberonová Siobhán Nicholsonová / Lesley O'Halloranová \| 2 6 \| 4 6 \| \| \| \| \| \| \| \| \| \| \| \| \| \| \| \| \| \| \| \| \| \| \| \| \| \| \| \| \| \| \| \| \| \| \| \| \| \| \| \| \| \| \| |          |                                                                                     |     |       |     |  |
| |          |                                                                                     | 1.  | 2.    | 3.  |  |
| 1. |          | Dyan Castillejová Jo Griffithsová                                                   | 2 6 | 6 3   | 7 5 |  |
| 2. |          | Sarah Rafaelová Siobhán Nicholsonová                                                | 2 6 | 2 6   |     |  |
| 3. |          | Dyan Castillejová / Jennifer Saberonová Siobhán Nicholsonová / Lesley O'Halloranová | 2 6 | 4 6   |     |  |
| |          |                                                                                     |     |       |     |  |
| |          |                                                                                     |     |       |     |  |
| |          |                                                                                     |     |       |     |  |
| |          |                                                                                     |     |       |     |  |
| |          |                                                                                     |     |       |     |  |

#### Bulharsko vs. Malta
| | Bulharsko | 2 :                                                                                       | 1    | Malta |     |  |
| --- | --------- | ----------------------------------------------------------------------------------------- | ---- | ----- | --- |  |
| Flinders Park, Melbourne, Austrálie prosinec 1988 tvrdý (venku) |           |                                                                                           |      |       |     |  |
| \| \| \| \| 1. \| 2. \| 3. \| \| \| -- \| \| ----------------------------------------------------------------------------------------- \| ---- \| --- \| --- \| \| \| 1. \| \| Galia Angelovová Alexia Gerová \| 6 2 \| 6 0 \| \| \| \| 2. \| \| Jelena Pampoulovová Carol Cassarová-Torreggianiová \| 7 65 \| 6 3 \| \| \| \| 3. \| \| Galia Angelovová / Světlana Krivenčevová Helen Asciaková / Carol Cassarová-Torreggianiová \| 4 6 \| 7 5 \| 1 6 \| \| \| \| \| \| \| \| \| \| \| \| \| \| \| \| \| \| \| \| \| \| \| \| \| \| \| \| \| \| \| \| \| \| \| \| \| \| \| \| \| \| |           |                                                                                           |      |       |     |  |
| |           |                                                                                           | 1.   | 2.    | 3.  |  |
| 1. |           | Galia Angelovová Alexia Gerová                                                            | 6 2  | 6 0   |     |  |
| 2. |           | Jelena Pampoulovová Carol Cassarová-Torreggianiová                                        | 7 65 | 6 3   |     |  |
| 3. |           | Galia Angelovová / Světlana Krivenčevová Helen Asciaková / Carol Cassarová-Torreggianiová | 4 6  | 7 5   | 1 6 |  |
| |           |                                                                                           |      |       |     |  |
| |           |                                                                                           |      |       |     |  |
| |           |                                                                                           |      |       |     |  |
| |           |                                                                                           |      |       |     |  |
| |           |                                                                                           |      |       |     |  |

#### Lucembursko vs. Jižní Korea
| | Lucembursko | 1 :                                                                  | 2   | Jižní Korea |    |  |
| --- | ----------- | -------------------------------------------------------------------- | --- | ----------- | -- |  |
| Flinders Park, Melbourne, Australia December 1988 Hard |             |                                                                      |     |             |    |  |
| \| \| \| \| 1. \| 2. \| 3. \| \| \| -- \| \| -------------------------------------------------------------------- \| --- \| --- \| -- \| \| \| 1. \| \| Ginette Hubertyová Lee Jeong-soon \| 0 6 \| 3 6 \| \| \| \| 2. \| \| Karin Kschwendtová Kim Il-soon \| 7 5 \| 6 3 \| \| \| \| 3. \| \| Ginette Hubertyová / Karin Kschwendtová Kim Il-soon / Lee Jeong-soon \| 1 6 \| 2 6 \| \| \| \| \| \| \| \| \| \| \| \| \| \| \| \| \| \| \| \| \| \| \| \| \| \| \| \| \| \| \| \| \| \| \| \| \| \| \| \| \| \| \| |             |                                                                      |     |             |    |  |
| |             |                                                                      | 1.  | 2.          | 3. |  |
| 1. |             | Ginette Hubertyová Lee Jeong-soon                                    | 0 6 | 3 6         |    |  |
| 2. |             | Karin Kschwendtová Kim Il-soon                                       | 7 5 | 6 3         |    |  |
| 3. |             | Ginette Hubertyová / Karin Kschwendtová Kim Il-soon / Lee Jeong-soon | 1 6 | 2 6         |    |  |
| |             |                                                                      |     |             |    |  |
| |             |                                                                      |     |             |    |  |
| |             |                                                                      |     |             |    |  |
| |             |                                                                      |     |             |    |  |
| |             |                                                                      |     |             |    |  |

#### Čínská lidová republika vs. Tchaj-wan
| | Čínská lidová republika | 0 :                                           | 3    | Tchaj-wan |     |  |
| --- | ----------------------- | --------------------------------------------- | ---- | --------- | --- |  |
| Flinders Park, Melbourne, Austrálie prosinec 1988 tvrdý (venku) |                         |                                               |      |           |     |  |
| \| \| \| \| 1. \| 2. \| 3. \| \| \| -- \| \| --------------------------------------------- \| ---- \| --- \| --- \| \| \| 1. \| \| Zhu Yu-Yu Lai Su-lin \| 6 2 \| 5 7 \| 2 6 \| \| \| 2. \| \| Tang Min Wang Shi-ting \| 6 3 \| 3 6 \| 3 6 \| \| \| 3. \| \| Hua Wei / Yang Li-Hua Lai Su-lin / Lin Ya-hui \| 63 7 \| 2 6 \| \| \| \| \| \| \| \| \| \| \| \| \| \| \| \| \| \| \| \| \| \| \| \| \| \| \| \| \| \| \| \| \| \| \| \| \| \| \| \| \| \| \| |                         |                                               |      |           |     |  |
| |                         |                                               | 1.   | 2.        | 3.  |  |
| 1. |                         | Zhu Yu-Yu Lai Su-lin                          | 6 2  | 5 7       | 2 6 |  |
| 2. |                         | Tang Min Wang Shi-ting                        | 6 3  | 3 6       | 3 6 |  |
| 3. |                         | Hua Wei / Yang Li-Hua Lai Su-lin / Lin Ya-hui | 63 7 | 2 6       |     |  |
| |                         |                                               |      |           |     |  |
| |                         |                                               |      |           |     |  |
| |                         |                                               |      |           |     |  |
| |                         |                                               |      |           |     |  |
| |                         |                                               |      |           |     |  |

### Druhé kolo turnaje útěchy

#### Brazílie vs. Maďarsko
| | Brazílie | 3 :                                                                | 0   | Maďarsko |    |  |
| --- | -------- | ------------------------------------------------------------------ | --- | -------- | -- |  |
| Flinders Park, Melbourne, Austrálie prosinec 1988 tvrdý (venku) |          |                                                                    |     |          |    |  |
| \| \| \| \| 1. \| 2. \| 3. \| \| \| -- \| \| ------------------------------------------------------------------ \| --- \| ----- \| -- \| \| \| 1. \| \| Patricia Medradová Virág Csurgová \| 6 3 \| 6 4 \| \| \| \| 2. \| \| Neige Diasová Reeka Szikszayová \| 6 2 \| 6 0 \| \| \| \| 3. \| \| Neige Diasová / Luciana Tellová Virág Csurgová / Reeka Szikszayová \| 6 2 \| 79 67 \| \| \| \| \| \| \| \| \| \| \| \| \| \| \| \| \| \| \| \| \| \| \| \| \| \| \| \| \| \| \| \| \| \| \| \| \| \| \| \| \| \| \| |          |                                                                    |     |          |    |  |
| |          |                                                                    | 1.  | 2.       | 3. |  |
| 1. |          | Patricia Medradová Virág Csurgová                                  | 6 3 | 6 4      |    |  |
| 2. |          | Neige Diasová Reeka Szikszayová                                    | 6 2 | 6 0      |    |  |
| 3. |          | Neige Diasová / Luciana Tellová Virág Csurgová / Reeka Szikszayová | 6 2 | 79 67    |    |  |
| |          |                                                                    |     |          |    |  |
| |          |                                                                    |     |          |    |  |
| |          |                                                                    |     |          |    |  |
| |          |                                                                    |     |          |    |  |
| |          |                                                                    |     |          |    |  |

#### Polsko vs. Izrael
| | Polsko | 0 :                                                                   | 3   | Izrael |    |  |
| --- | ------ | --------------------------------------------------------------------- | --- | ------ | -- |  |
| Flinders Park, Melbourne, Austrálie prosinec 1988 tvrdý (venku) |        |                                                                       |     |        |    |  |
| \| \| \| \| 1. \| 2. \| 3. \| \| \| -- \| \| --------------------------------------------------------------------- \| --- \| --- \| -- \| \| \| 1. \| \| Magdalena Feistelová Yael Segalová \| 2 6 \| 2 6 \| \| \| \| 2. \| \| Ewa Zerdecká Ilana Bergerová \| 5 7 \| 3 6 \| \| \| \| 3. \| \| Magdalena Feistelová / Ewa Zerdecká Ilana Bergerová / Hagit Ohayonová \| 2 6 \| 4 6 \| \| \| \| \| \| \| \| \| \| \| \| \| \| \| \| \| \| \| \| \| \| \| \| \| \| \| \| \| \| \| \| \| \| \| \| \| \| \| \| \| \| \| |        |                                                                       |     |        |    |  |
| |        |                                                                       | 1.  | 2.     | 3. |  |
| 1. |        | Magdalena Feistelová Yael Segalová                                    | 2 6 | 2 6    |    |  |
| 2. |        | Ewa Zerdecká Ilana Bergerová                                          | 5 7 | 3 6    |    |  |
| 3. |        | Magdalena Feistelová / Ewa Zerdecká Ilana Bergerová / Hagit Ohayonová | 2 6 | 4 6    |    |  |
| |        |                                                                       |     |        |    |  |
| |        |                                                                       |     |        |    |  |
| |        |                                                                       |     |        |    |  |
| |        |                                                                       |     |        |    |  |
| |        |                                                                       |     |        |    |  |

#### Jugoslávie vs. Irsko
| | Jugoslávie | 2 :                                                                       | 1   | Irsko |     |  |
| --- | ---------- | ------------------------------------------------------------------------- | --- | ----- | --- |  |
| Flinders Park, Melbourne, Austrálie prosinec 1988 tvrdý (venku) |            |                                                                           |     |       |     |  |
| \| \| \| \| 1. \| 2. \| 3. \| \| \| -- \| \| ------------------------------------------------------------------------- \| --- \| --- \| --- \| \| \| 1. \| \| Tanja Černeová Jo Griffithsová \| 6 4 \| 5 7 \| 1 6 \| \| \| 2. \| \| Karmen Skuljová Lesley O'Halloranová \| 6 3 \| 6 2 \| \| \| \| 3. \| \| Mima Jaušovecová / Karmen Skuljová Jo Griffithsová / Lesley O'Halloranová \| 6 4 \| 6 1 \| \| \| \| \| \| \| \| \| \| \| \| \| \| \| \| \| \| \| \| \| \| \| \| \| \| \| \| \| \| \| \| \| \| \| \| \| \| \| \| \| \| \| |            |                                                                           |     |       |     |  |
| |            |                                                                           | 1.  | 2.    | 3.  |  |
| 1. |            | Tanja Černeová Jo Griffithsová                                            | 6 4 | 5 7   | 1 6 |  |
| 2. |            | Karmen Skuljová Lesley O'Halloranová                                      | 6 3 | 6 2   |     |  |
| 3. |            | Mima Jaušovecová / Karmen Skuljová Jo Griffithsová / Lesley O'Halloranová | 6 4 | 6 1   |     |  |
| |            |                                                                           |     |       |     |  |
| |            |                                                                           |     |       |     |  |
| |            |                                                                           |     |       |     |  |
| |            |                                                                           |     |       |     |  |
| |            |                                                                           |     |       |     |  |

#### Nizozemsko vs. Bulharsko
| | Nizozemsko | 2 :                                                                          | 0   | Bulharsko |     |            |
| --- | ---------- | ---------------------------------------------------------------------------- | --- | --------- | --- | ---------- |
| Flinders Park, Melbourne, Austrálie prosinec 1988 tvrdý (venku) |            |                                                                              |     |           |     |            |
| \| \| \| \| 1. \| 2. \| 3. \| \| \| -- \| \| ---------------------------------------------------------------------------- \| --- \| ---- \| --- \| ---------- \| \| 1. \| \| Manon Bollegrafová Galia Angelovová \| 6 3 \| 6 3 \| \| \| \| 2. \| \| Brenda Schultzová Jelena Pampoulovová \| 4 6 \| 7 65 \| 7 5 \| \| \| 3. \| \| Carin Bakkumová / Brenda Schultzová Galia Angelovová / Světlana Krivenčevová \| \| \| \| nehrálo se \| \| \| \| \| \| \| \| \| \| \| \| \| \| \| \| \| \| \| \| \| \| \| \| \| \| \| \| \| \| \| \| \| \| \| \| \| \| \| \| \| |            |                                                                              |     |           |     |            |
| |            |                                                                              | 1.  | 2.        | 3.  |            |
| 1. |            | Manon Bollegrafová Galia Angelovová                                          | 6 3 | 6 3       |     |            |
| 2. |            | Brenda Schultzová Jelena Pampoulovová                                        | 4 6 | 7 65      | 7 5 |            |
| 3. |            | Carin Bakkumová / Brenda Schultzová Galia Angelovová / Světlana Krivenčevová |     |           |     | nehrálo se |
| |            |                                                                              |     |           |     |            |
| |            |                                                                              |     |           |     |            |
| |            |                                                                              |     |           |     |            |
| |            |                                                                              |     |           |     |            |
| |            |                                                                              |     |           |     |            |

#### Jižní Korea vs. Japonsko
| | Jižní Korea | 2 :                                                               | 1   | Japonsko |     |  |
| --- | ----------- | ----------------------------------------------------------------- | --- | -------- | --- |  |
| Flinders Park, Melbourne, Austrálie prosinec 1988 tvrdý (venku) |             |                                                                   |     |          |     |  |
| \| \| \| \| 1. \| 2. \| 3. \| \| \| -- \| \| ----------------------------------------------------------------- \| --- \| --- \| --- \| \| \| 1. \| \| Lee Jeong-soon Naoko Sawamacuová \| 5 7 \| 4 6 \| \| \| \| 2. \| \| Park Mal-sim Ecuko Inoueová \| 6 4 \| 2 6 \| 6 4 \| \| \| 3. \| \| Kim Il-soon / Lee Jeong-soon Akiko Kidžimutová / Kumiko Okamotová \| 4 6 \| 6 1 \| 8 6 \| \| \| \| \| \| \| \| \| \| \| \| \| \| \| \| \| \| \| \| \| \| \| \| \| \| \| \| \| \| \| \| \| \| \| \| \| \| \| \| \| \| |             |                                                                   |     |          |     |  |
| |             |                                                                   | 1.  | 2.       | 3.  |  |
| 1. |             | Lee Jeong-soon Naoko Sawamacuová                                  | 5 7 | 4 6      |     |  |
| 2. |             | Park Mal-sim Ecuko Inoueová                                       | 6 4 | 2 6      | 6 4 |  |
| 3. |             | Kim Il-soon / Lee Jeong-soon Akiko Kidžimutová / Kumiko Okamotová | 4 6 | 6 1      | 8 6 |  |
| |             |                                                                   |     |          |     |  |
| |             |                                                                   |     |          |     |  |
| |             |                                                                   |     |          |     |  |
| |             |                                                                   |     |          |     |  |
| |             |                                                                   |     |          |     |  |

#### Řecko vs. Belgie
| | Řecko | 1 :                                                                                      | 2   | Belgie |     |  |
| --- | ----- | ---------------------------------------------------------------------------------------- | --- | ------ | --- |  |
| Flinders Park, Melbourne, Austrálie prosinec 1988 tvrdý (venku) |       |                                                                                          |     |        |     |  |
| \| \| \| \| 1. \| 2. \| 3. \| \| \| -- \| \| ---------------------------------------------------------------------------------------- \| --- \| --- \| --- \| \| \| 1. \| \| Olga Tsarbopoulouová Sabine Appelmansová \| 2 6 \| 2 6 \| \| \| \| 2. \| \| Angelika Kanellopoulouová Ann Devriesová \| 6 3 \| 3 6 \| 2 6 \| \| \| 3. \| \| Christína Papadákiová / Olga Tsarbopoulouová Ann Devriesová / Caroline Van Renterghemová \| 2 6 \| 2 6 \| \| \| \| \| \| \| \| \| \| \| \| \| \| \| \| \| \| \| \| \| \| \| \| \| \| \| \| \| \| \| \| \| \| \| \| \| \| \| \| \| \| \| |       |                                                                                          |     |        |     |  |
| |       |                                                                                          | 1.  | 2.     | 3.  |  |
| 1. |       | Olga Tsarbopoulouová Sabine Appelmansová                                                 | 2 6 | 2 6    |     |  |
| 2. |       | Angelika Kanellopoulouová Ann Devriesová                                                 | 6 3 | 3 6    | 2 6 |  |
| 3. |       | Christína Papadákiová / Olga Tsarbopoulouová Ann Devriesová / Caroline Van Renterghemová | 2 6 | 2 6    |     |  |
| |       |                                                                                          |     |        |     |  |
| |       |                                                                                          |     |        |     |  |
| |       |                                                                                          |     |        |     |  |
| |       |                                                                                          |     |        |     |  |
| |       |                                                                                          |     |        |     |  |

#### Tchaj-wan vs. Mexiko
| | Tchaj-wan | 0 :                                                              | 3   | Mexiko |     |  |
| --- | --------- | ---------------------------------------------------------------- | --- | ------ | --- |  |
| Flinders Park, Melbourne, Austrálie prosinec 1988 tvrdý (venku) |           |                                                                  |     |        |     |  |
| \| \| \| \| 1. \| 2. \| 3. \| \| \| -- \| \| ---------------------------------------------------------------- \| --- \| --- \| --- \| \| \| 1. \| \| Lai Su-lin Xóchitl Escobedová \| 3 6 \| 4 6 \| \| \| \| 2. \| \| Wang Shi-ting Claudia Hernándezová Salasová \| 5 7 \| 6 3 \| 6 1 \| \| \| 3. \| \| Lai Su-lin / Wang Shi-ting Lucila Becerrová / Xóchitl Escobedová \| 6 2 \| 6 4 \| \| \| \| \| \| \| \| \| \| \| \| \| \| \| \| \| \| \| \| \| \| \| \| \| \| \| \| \| \| \| \| \| \| \| \| \| \| \| \| \| \| \| |           |                                                                  |     |        |     |  |
| |           |                                                                  | 1.  | 2.     | 3.  |  |
| 1. |           | Lai Su-lin Xóchitl Escobedová                                    | 3 6 | 4 6    |     |  |
| 2. |           | Wang Shi-ting Claudia Hernándezová Salasová                      | 5 7 | 6 3    | 6 1 |  |
| 3. |           | Lai Su-lin / Wang Shi-ting Lucila Becerrová / Xóchitl Escobedová | 6 2 | 6 4    |     |  |
| |           |                                                                  |     |        |     |  |
| |           |                                                                  |     |        |     |  |
| |           |                                                                  |     |        |     |  |
| |           |                                                                  |     |        |     |  |
| |           |                                                                  |     |        |     |  |

#### Švýcarsko vs. Velká Británie
| | Švýcarsko | 1 :                                                               | 2   | Velká Británie |     |  |
| --- | --------- | ----------------------------------------------------------------- | --- | -------------- | --- |  |
| Flinders Park, Melbourne, Austrálie prosinec 1988 tvrdý (venku) |           |                                                                   |     |                |     |  |
| \| \| \| \| 1. \| 2. \| 3. \| \| \| -- \| \| ----------------------------------------------------------------- \| --- \| --- \| --- \| \| \| 1. \| \| Emanuela Zardová Clare Woodová \| 2 6 \| 6 4 \| 6 1 \| \| \| 2. \| \| Eva Kraplová Sara Gomerová \| 6 4 \| 5 7 \| 2 6 \| \| \| 3. \| \| Sandrine Jaquetová / Eva Kraplová Sara Gomerová / Julie Salmonová \| 3 6 \| 0 6 \| \| \| \| \| \| \| \| \| \| \| \| \| \| \| \| \| \| \| \| \| \| \| \| \| \| \| \| \| \| \| \| \| \| \| \| \| \| \| \| \| \| \| |           |                                                                   |     |                |     |  |
| |           |                                                                   | 1.  | 2.             | 3.  |  |
| 1. |           | Emanuela Zardová Clare Woodová                                    | 2 6 | 6 4            | 6 1 |  |
| 2. |           | Eva Kraplová Sara Gomerová                                        | 6 4 | 5 7            | 2 6 |  |
| 3. |           | Sandrine Jaquetová / Eva Kraplová Sara Gomerová / Julie Salmonová | 3 6 | 0 6            |     |  |
| |           |                                                                   |     |                |     |  |
| |           |                                                                   |     |                |     |  |
| |           |                                                                   |     |                |     |  |
| |           |                                                                   |     |                |     |  |
| |           |                                                                   |     |                |     |  |

### Čtvrtfinále turnaje útěchy

#### Brazílie vs. Izrael
| | Brazílie | 3 :                                                             | 0    | Izrael |    |       |
| --- | -------- | --------------------------------------------------------------- | ---- | ------ | -- | ----- |
| Flinders Park, Melbourne, Austrálie prosinec 1988 tvrdý (venku) |          |                                                                 |      |        |    |       |
| \| \| \| \| 1. \| 2. \| 3. \| \| \| -- \| \| --------------------------------------------------------------- \| ---- \| --- \| -- \| ----- \| \| 1. \| \| Patricia Medradová Yael Segalová \| 7 64 \| 1 0 \| \| skreč \| \| 2. \| \| Neige Diasová Ilana Bergerová \| 6 2 \| 7 5 \| \| \| \| 3. \| \| Neige Diasová / Luciana Tella Ilana Bergerová / Hagit Ohayonová \| 6 4 \| 7 5 \| \| \| \| \| \| \| \| \| \| \| \| \| \| \| \| \| \| \| \| \| \| \| \| \| \| \| \| \| \| \| \| \| \| \| \| \| \| \| \| \| \| \| |          |                                                                 |      |        |    |       |
| |          |                                                                 | 1.   | 2.     | 3. |       |
| 1. |          | Patricia Medradová Yael Segalová                                | 7 64 | 1 0    |    | skreč |
| 2. |          | Neige Diasová Ilana Bergerová                                   | 6 2  | 7 5    |    |       |
| 3. |          | Neige Diasová / Luciana Tella Ilana Bergerová / Hagit Ohayonová | 6 4  | 7 5    |    |       |
| |          |                                                                 |      |        |    |       |
| |          |                                                                 |      |        |    |       |
| |          |                                                                 |      |        |    |       |
| |          |                                                                 |      |        |    |       |
| |          |                                                                 |      |        |    |       |

#### Jugoslávie vs. Nizozemsko
| | Jugoslávie | 0 :                                                                  | 3   | Nizozemsko |     |  |
| --- | ---------- | -------------------------------------------------------------------- | --- | ---------- | --- |  |
| Flinders Park, Melbourne, Austrálie prosinec 1988 tvrdý (venku) |            |                                                                      |     |            |     |  |
| \| \| \| \| 1. \| 2. \| 3. \| \| \| -- \| \| -------------------------------------------------------------------- \| --- \| --- \| --- \| \| \| 1. \| \| Tanja Černeová Manon Bollegrafová \| 4 6 \| 4 6 \| \| \| \| 2. \| \| Karmen Skuljová Brenda Schultzová \| 2 6 \| 2 6 \| \| \| \| 3. \| \| Tanja Černeová / Karmen Skulováj Carin Bakkumová / Brenda Schultzová \| 0 6 \| 7 5 \| 2 6 \| \| \| \| \| \| \| \| \| \| \| \| \| \| \| \| \| \| \| \| \| \| \| \| \| \| \| \| \| \| \| \| \| \| \| \| \| \| \| \| \| \| |            |                                                                      |     |            |     |  |
| |            |                                                                      | 1.  | 2.         | 3.  |  |
| 1. |            | Tanja Černeová Manon Bollegrafová                                    | 4 6 | 4 6        |     |  |
| 2. |            | Karmen Skuljová Brenda Schultzová                                    | 2 6 | 2 6        |     |  |
| 3. |            | Tanja Černeová / Karmen Skulováj Carin Bakkumová / Brenda Schultzová | 0 6 | 7 5        | 2 6 |  |
| |            |                                                                      |     |            |     |  |
| |            |                                                                      |     |            |     |  |
| |            |                                                                      |     |            |     |  |
| |            |                                                                      |     |            |     |  |
| |            |                                                                      |     |            |     |  |

#### Jižní Korea vs. Belgie
| | Jižní Korea | 1 :                                                                          | 2   | Belgie  |     |  |
| --- | ----------- | ---------------------------------------------------------------------------- | --- | ------- | --- |  |
| Flinders Park, Melbourne, Austrálie prosinec 1988 tvrdý (venku) |             |                                                                              |     |         |     |  |
| \| \| \| \| 1. \| 2. \| 3. \| \| \| -- \| \| ---------------------------------------------------------------------------- \| --- \| ------- \| --- \| \| \| 1. \| \| Kim Il-soon Sabine Appelmansová \| 2 6 \| 1 6 \| \| \| \| 2. \| \| Park Mal-sim Ann Devriesová \| 6 3 \| 610 712 \| 1 6 \| \| \| 3. \| \| Lee Jeong-soon / Sohn Mi-ae Sabine Appelmansová / Caroline Van Renterghemová \| 7 5 \| 3 6 \| 6 4 \| \| \| \| \| \| \| \| \| \| \| \| \| \| \| \| \| \| \| \| \| \| \| \| \| \| \| \| \| \| \| \| \| \| \| \| \| \| \| \| \| \| |             |                                                                              |     |         |     |  |
| |             |                                                                              | 1.  | 2.      | 3.  |  |
| 1. |             | Kim Il-soon Sabine Appelmansová                                              | 2 6 | 1 6     |     |  |
| 2. |             | Park Mal-sim Ann Devriesová                                                  | 6 3 | 610 712 | 1 6 |  |
| 3. |             | Lee Jeong-soon / Sohn Mi-ae Sabine Appelmansová / Caroline Van Renterghemová | 7 5 | 3 6     | 6 4 |  |
| |             |                                                                              |     |         |     |  |
| |             |                                                                              |     |         |     |  |
| |             |                                                                              |     |         |     |  |
| |             |                                                                              |     |         |     |  |
| |             |                                                                              |     |         |     |  |

#### Tchaj-wan vs. Velká Británie
| | Tchaj-wan | 0 :                                                        | 3   | Velká Británie |     |  |
| --- | --------- | ---------------------------------------------------------- | --- | -------------- | --- |  |
| Flinders Park, Melbourne, Austrálie prosinec 1988 tvrdý (venku) |           |                                                            |     |                |     |  |
| \| \| \| \| 1. \| 2. \| 3. \| \| \| -- \| \| ---------------------------------------------------------- \| --- \| --- \| --- \| \| \| 1. \| \| Lai Su-lin Clare Woodová \| 6 4 \| 4 6 \| 1 6 \| \| \| 2. \| \| Wang Shi-ting Sara Gomerová \| 4 6 \| 2 6 \| \| \| \| 3. \| \| Lai Su-lin / Wang Shi-ting Sara Gomerová / Julie Salmonová \| 1 6 \| 1 6 \| \| \| \| \| \| \| \| \| \| \| \| \| \| \| \| \| \| \| \| \| \| \| \| \| \| \| \| \| \| \| \| \| \| \| \| \| \| \| \| \| \| \| |           |                                                            |     |                |     |  |
| |           |                                                            | 1.  | 2.             | 3.  |  |
| 1. |           | Lai Su-lin Clare Woodová                                   | 6 4 | 4 6            | 1 6 |  |
| 2. |           | Wang Shi-ting Sara Gomerová                                | 4 6 | 2 6            |     |  |
| 3. |           | Lai Su-lin / Wang Shi-ting Sara Gomerová / Julie Salmonová | 1 6 | 1 6            |     |  |
| |           |                                                            |     |                |     |  |
| |           |                                                            |     |                |     |  |
| |           |                                                            |     |                |     |  |
| |           |                                                            |     |                |     |  |
| |           |                                                            |     |                |     |  |

### Semifinále turnaje útěchy

#### Brazílie vs. Nizozemsko
| | Brazílie | 0 :                                                                  | 3    | Nizozemsko |    |  |
| --- | -------- | -------------------------------------------------------------------- | ---- | ---------- | -- |  |
| Flinders Park, Melbourne, Austrálie prosinec 1988 tvrdý (venku) |          |                                                                      |      |            |    |  |
| \| \| \| \| 1. \| 2. \| 3. \| \| \| -- \| \| -------------------------------------------------------------------- \| ---- \| --- \| -- \| \| \| 1. \| \| Patricia Medradová Manon Bollegrafová \| 61 7 \| 2 6 \| \| \| \| 2. \| \| Neige Diasová Brenda Schultzová \| 2 6 \| 1 6 \| \| \| \| 3. \| \| Neige Diasová / Luciana Tellová Manon Bollegrafová / Caroline Visová \| 3 6 \| 4 6 \| \| \| \| \| \| \| \| \| \| \| \| \| \| \| \| \| \| \| \| \| \| \| \| \| \| \| \| \| \| \| \| \| \| \| \| \| \| \| \| \| \| \| |          |                                                                      |      |            |    |  |
| |          |                                                                      | 1.   | 2.         | 3. |  |
| 1. |          | Patricia Medradová Manon Bollegrafová                                | 61 7 | 2 6        |    |  |
| 2. |          | Neige Diasová Brenda Schultzová                                      | 2 6  | 1 6        |    |  |
| 3. |          | Neige Diasová / Luciana Tellová Manon Bollegrafová / Caroline Visová | 3 6  | 4 6        |    |  |
| |          |                                                                      |      |            |    |  |
| |          |                                                                      |      |            |    |  |
| |          |                                                                      |      |            |    |  |
| |          |                                                                      |      |            |    |  |
| |          |                                                                      |      |            |    |  |

#### Belgie vs. Velká Británie
| | Belgie | 1 :                                                                         | 2    | Velká Británie |     |  |
| --- | ------ | --------------------------------------------------------------------------- | ---- | -------------- | --- |  |
| Flinders Park, Melbourne, Austrálie prosinec 1988 tvrdý (venku) |        |                                                                             |      |                |     |  |
| \| \| \| \| 1. \| 2. \| 3. \| \| \| -- \| \| --------------------------------------------------------------------------- \| ---- \| --- \| --- \| \| \| 1. \| \| Sabine Appelmansová Clare Woodová \| 7 5 \| 3 6 \| 6 2 \| \| \| 2. \| \| Ann Devriesová Sara Gomerová \| 7 64 \| 2 6 \| 4 6 \| \| \| 3. \| \| Ann Devriesová / Caroline Van Renterghemová Sara Gomerová / Julie Salmonová \| 1 6 \| 2 6 \| \| \| \| \| \| \| \| \| \| \| \| \| \| \| \| \| \| \| \| \| \| \| \| \| \| \| \| \| \| \| \| \| \| \| \| \| \| \| \| \| \| \| |        |                                                                             |      |                |     |  |
| |        |                                                                             | 1.   | 2.             | 3.  |  |
| 1. |        | Sabine Appelmansová Clare Woodová                                           | 7 5  | 3 6            | 6 2 |  |
| 2. |        | Ann Devriesová Sara Gomerová                                                | 7 64 | 2 6            | 4 6 |  |
| 3. |        | Ann Devriesová / Caroline Van Renterghemová Sara Gomerová / Julie Salmonová | 1 6  | 2 6            |     |  |
| |        |                                                                             |      |                |     |  |
| |        |                                                                             |      |                |     |  |
| |        |                                                                             |      |                |     |  |
| |        |                                                                             |      |                |     |  |
| |        |                                                                             |      |                |     |  |

### Finále turnaje útěchy

#### Nizozemsko vs. Velká Británie
| | Nizozemsko | 2 :                                                                  | 1   | Velká Británie |    |       |
| --- | ---------- | -------------------------------------------------------------------- | --- | -------------- | -- | ----- |
| Flinders Park, Melbourne, Austrálie prosinec 1988 tvrdý (venku) |            |                                                                      |     |                |    |       |
| \| \| \| \| 1. \| 2. \| 3. \| \| \| -- \| \| -------------------------------------------------------------------- \| --- \| --- \| -- \| ----- \| \| 1. \| \| Manon Bollegrafová Clare Woodová \| 2 6 \| 1 6 \| \| \| \| 2. \| \| Brenda Schultzová Sara Gomerová \| 3 6 \| 5 4 \| \| skreč \| \| 3. \| \| Manon Bollegrafová / Caroline Visová Julie Salmonová / Clare Woodová \| 6 4 \| 6 1 \| \| \| \| \| \| \| \| \| \| \| \| \| \| \| \| \| \| \| \| \| \| \| \| \| \| \| \| \| \| \| \| \| \| \| \| \| \| \| \| \| \| \| |            |                                                                      |     |                |    |       |
| |            |                                                                      | 1.  | 2.             | 3. |       |
| 1. |            | Manon Bollegrafová Clare Woodová                                     | 2 6 | 1 6            |    |       |
| 2. |            | Brenda Schultzová Sara Gomerová                                      | 3 6 | 5 4            |    | skreč |
| 3. |            | Manon Bollegrafová / Caroline Visová Julie Salmonová / Clare Woodová | 6 4 | 6 1            |    |       |
| |            |                                                                      |     |                |    |       |
| |            |                                                                      |     |                |    |       |
| |            |                                                                      |     |                |    |       |
| |            |                                                                      |     |                |    |       |
| |            |                                                                      |     |                |    |       |